# Arantxa Sánchez Vicario
Sánchez  Vicario est un nom espagnol. Le premier nom de famille, en général paternel, est Sánchez ; le second, en général maternel, souvent omis, est Vicario.
Pour les articles homonymes, voir Sánchez et Vicario.
Ne pas confondre avec María Antonia Sánchez Lorenzo, María José Martínez Sánchez, également joueuses de tennis.
Aránzazu Isabel María Sánchez Vicario, dite Arantxa Sánchez, est une joueuse de tennis espagnole née le 18 décembre 1971 à Barcelone.
Professionnelle de 1985 à 2002, elle a remporté vingt-neuf titres WTA en simple, dont quatre titres du Grand Chelem, soixante-neuf titres en double dames, dont six titres du Grand Chelem et deux Masters, ainsi que quatre titres majeurs en double mixte.
Cataloguée « spécialiste de terre battue », Sánchez se distinguera sur toutes les surfaces, réalisant, en simple dames, le Grand Chelem de finales en carrière en 1995 lors du tournoi de Wimbledon. A l'exception de l'US Open, elle aura atteint au moins à deux reprises chaque finale des tournois du Grand Chelem, et prendra également part à la finale des Masters en 1993.
Médaille de bronze en simple lors des Jeux olympiques de Barcelone, elle devient vice-championne olympique quatre ans plus tard, lors des JO d'Atlanta, et atteint le classement de numéro un mondiale en février 1995. Elle sera membre du top dix mondial au terme de onze saisons, dont dix consécutives entre 1989 et 1998.
Avec l'équipe d'Espagne, elle remporte la Fed Cup à cinq reprises, en 1991, 1993, 1994, 1995 et 1998.
Joueuse majeure des années 1990, Arantxa Sánchez Vicario fait son entrée en International Tennis Hall of Fame en 2007.

## Carrière tennistique
Arantxa Sánchez découvre le tennis à l'âge de quatre ans, quand elle suit ses deux frères aînés (Emilio et Javier) à l'entraînement et tape des balles sur un mur avec sa première raquette.
En 1989, elle crée la surprise en battant l'Allemande Steffi Graf, alors reine incontestée au classement WTA et archi-favorite, lors de la finale de Roland-Garros : à dix-sept ans et demi, elle devient la plus jeune championne de l'épreuve. Un an plus tôt, elle avait déjà créé la sensation en éliminant la numéro 3 mondiale Chris Evert, septuple vainqueur de l'épreuve, avant de parvenir en quart de finale.
Fine tacticienne et dotée d'un jeu de jambes hors pair, elle se forge rapidement une réputation de battante sur le circuit, par sa volonté constante de retourner toutes les attaques et son refus de concéder le moindre point à l'adversaire. C'est ainsi qu'elle est un temps surnommée le “bourdon de Barcelone”.
Bénéficiant de l'absence de la numéro mondiale Monica Seles pendant toute l'année 1994, elle réalise sa saison la plus fructueuse, quand elle décroche son deuxième Roland-Garros et l'US Open, respectivement face à Mary Pierce et Steffi Graf, ainsi que six autres épreuves. Le 6 février 1995, au bénéfice de ces résultats d'exception, elle devient pendant douze semaines numéro un mondiale en simple puis, la semaine suivante, numéro un en double : elle est ainsi la première joueuse depuis Martina Navrátilová en 1987 à occuper simultanément le sommet de la hiérarchie dans les deux disciplines.
Son quatrième et dernier Majeur, elle l'arrache en 1998, sur la terre battue parisienne, en dominant Monica Seles in fine.
Outre six titres en double dames et quatre en double mixte, Arantxa Sánchez a également été finaliste au moins deux fois dans chacune des quatre levées du Grand Chelem en simple.
En 1991, Arantxa Sánchez a aidé son pays à gagner la première Fed Cup de son histoire, battant les États-Unis en finale. Elle a été membre des équipes espagnoles victorieuses en 1993, 1994, 1995 et 1998.
Elle s'est enfin particulièrement illustrée aux Jeux olympiques, en décrochant deux médailles d'argent et deux médailles de bronze.
Éternelle dauphine de Monica Seles et de Steffi Graf, elle n'en a pas moins remporté quelque vingt-neuf titres en simple et soixante-neuf en double, ce qui fait d'elle une des joueuses les plus récompensées depuis le début des années 1970.
Elle s'est mariée en 2002 avec le journaliste sportif Joan Vehils, dont elle divorce dix mois plus tard. À la suite de cette séparation, elle annonce sa retraite sportive ; elle rejouera, en double exclusivement, en 2004 et 2005.
En 2005, les journalistes américains de Tennis Magazine l'ont élue au 27e rang des "quarante plus grands champions de tennis de ces quarante dernières années" (hommes et femmes confondus), derrière Jim Courier (26e) et devant Ilie Năstase (28e).
En septembre 2008, elle s'est mariée, en secondes noces, avec Josep Santacana. Leur fille, Arantxa Jr, est née le 27 février 2009.
Elle est aujourd'hui directrice du tournoi féminin de Barcelone dont elle détient le record de victoires (6). Nommée capitaine de l'équipe d'Espagne de Fed Cup au début de l'année 2012, Arantxa démissionne en fin d'année à la suite de la relégation de l'Espagne en deuxième division.
Le 17 janvier 2024, Arantxa Sanchez est condamnée à deux ans d'emprisonnement ; la raison de cette condamnation : avoir dissimulé des actifs afin d'éviter de payer une dette bancaire. Arantxa Sanchez évitera quand même la prison.

## Palmarès

### Titres en simple dames
| No | Date       | Nom et lieu du tournoi                          | Catégorie | Dotation    | Surface         | Finaliste           | Score          |          |
| -- | ---------- | ----------------------------------------------- | --------- | ----------- | --------------- | ------------------- | -------------- | -------- |
| 1  | 11-07-1988 | Belgian Open, Bruxelles                         | Tier V    | 75 000 $    | Terre (ext.)    | Raffaella Reggi     | 6-0, 7-5       | Parcours |
| 2  | 24-04-1989 | International Championships of Spain, Barcelone | Tier V    | 100 000 $   | Terre (ext.)    | Helen Kelesi        | 6-2, 5-7, 6-1  | Parcours |
| 3  | 29-05-1989 | Roland-Garros, Paris                            | G. Chelem | 1 875 000 $ | Terre (ext.)    | Steffi Graf         | 7-66, 3-6, 7-5 | Parcours |
| 4  | 23-04-1990 | International Championships of Spain, Barcelone | Tier IV   | 150 000 $   | Terre (ext.)    | Isabel Cueto        | 6-4, 6-2       | Parcours |
| 5  | 16-07-1990 | Virginia Slims of Newport, Newport (RI)         | Tier III  | 225 000 $   | Gazon (ext.)    | Jo Durie            | 7-6, 4-6, 7-5  | Parcours |
| 6  | 19-08-1991 | Virginia Slims of Washington, Washington        | Tier II   | 350 000 $   | Dur (ext.)      | Katerina Maleeva    | 6-2, 7-5       | Parcours |
| 7  | 13-03-1992 | Lipton International Championships, Miami       | Tier I    | 800 000 $   | Dur (ext.)      | Gabriela Sabatini   | 6-1, 6-4       | Parcours |
| 8  | 17-08-1992 | Matinee Ltd. - Canadian Open, Montréal          | Tier I    | 550 000 $   | Dur (ext.)      | Monica Seles        | 6-3, 4-6, 6-4  | Parcours |
| 9  | 12-03-1993 | The Lipton Championships, Miami                 | Tier I    | 900 000 $   | Dur (ext.)      | Steffi Graf         | 6-4, 3-6, 6-3  | Parcours |
| 10 | 05-04-1993 | Bausch & Lomb Championships, Amelia Island      | Tier II   | 375 000 $   | Terre (ext.)    | Gabriela Sabatini   | 6-2, 5-7, 6-2  | Parcours |
| 11 | 19-04-1993 | International Championships of Spain, Barcelone | Tier II   | 375 000 $   | Terre (ext.)    | Conchita Martínez   | 6-1, 6-4       | Parcours |
| 12 | 26-04-1993 | Citizen Cup, Hambourg                           | Tier II   | 375 000 $   | Terre (ext.)    | Steffi Graf         | 6-3, 6-3       | Parcours |
| 13 | 04-04-1994 | Bausch & Lomb Championships, Amelia Island      | Tier II   | 400 000 $   | Terre (ext.)    | Gabriela Sabatini   | 6-1, 6-4       | Parcours |
| 14 | 18-04-1994 | International Championships of Spain, Barcelone | Tier II   | 400 000 $   | Terre (ext.)    | Iva Majoli          | 6-0, 6-2       | Parcours |
| 15 | 25-04-1994 | Citizen Cup, Hambourg                           | Tier II   | 400 000 $   | Terre (ext.)    | Steffi Graf         | 4-6, 7-6, 7-6  | Parcours |
| 16 | 23-05-1994 | Roland-Garros, Paris                            | G. Chelem | 3 561 928 $ | Terre (ext.)    | Mary Pierce         | 6-4, 6-4       | Parcours |
| 17 | 15-08-1994 | Matinee Ltd. - Canadian Open, Montréal          | Tier I    | 750 000 $   | Dur (ext.)      | Steffi Graf         | 7-5, 1-6, 7-6  | Parcours |
| 18 | 29-08-1994 | US Open, Flushing Meadows                       | G. Chelem | 3 900 000 $ | Dur (ext.)      | Steffi Graf         | 1-6, 7-6, 6-4  | Parcours |
| 19 | 19-09-1994 | Nichirei International Championships, Tokyo     | Tier II   | 400 000 $   | Dur (ext.)      | Amy Frazier         | 6-1, 6-2       | Parcours |
| 20 | 31-10-1994 | Bank of the West Classic, Oakland               | Tier II   | 400 000 $   | Moquette (int.) | Martina Navrátilová | 1-6, 7-6, 7-6  | Parcours |
| 21 | 24-04-1995 | Ford Int’l Championships of Spain, Barcelone    | Tier II   | 430 000 $   | Terre (ext.)    | Iva Majoli          | 5-7, 6-0, 6-2  | Parcours |
| 22 | 15-05-1995 | German Open, Berlin                             | Tier I    | 806 250 $   | Terre (ext.)    | Magdalena Maleeva   | 6-4, 6-1       | Parcours |
| 23 | 01-04-1996 | Family Circle Mag. Cup, Hilton Head             | Tier I    | 926 250 $   | Terre (ext.)    | Barbara Paulus      | 6-2, 2-6, 6-2  | Parcours |
| 24 | 29-04-1996 | Rexona Cup, Hambourg                            | Tier II   | 450 000 $   | Terre (ext.)    | Conchita Martínez   | 4-6, 7-6, 6-0  | Parcours |
| 25 | 12-01-1998 | Sydney International, Sydney                    | Tier II   | 342 500 $   | Dur (ext.)      | Venus Williams      | 6-1, 6-3       | Parcours |
| 26 | 25-05-1998 | Roland-Garros, Paris                            | G. Chelem | 4 105 011 $ | Terre (ext.)    | Monica Seles        | 7-65, 0-6, 6-2 | Parcours |
| 27 | 19-04-1999 | Dreamland Egypt Classic, Le Caire               | Tier III  | 180 000 $   | Terre (ext.)    | Irina Spîrlea       | 6-1, 6-0       | Parcours |
| 28 | 02-04-2001 | Porto Open, Porto                               | Tier IV   | 140 000 $   | Terre (ext.)    | Magüi Serna         | 6-3, 6-1       | Parcours |
| 29 | 21-05-2001 | Open de España Villa de Madrid, Madrid          | Tier III  | 170 000 $   | Terre (ext.)    | Angeles Montolio    | 7-5, 6-0       | Parcours |

### Finales en simple dames
| No | Date       | Nom et lieu du tournoi                               | Catégorie     | Dotation    | Surface         | Vainqueure          | Score                              |          |
| -- | ---------- | ---------------------------------------------------- | ------------- | ----------- | --------------- | ------------------- | ---------------------------------- | -------- |
| 1  | 01-12-1986 | Argentinian Open, Buenos Aires                       |               | 50 000 $    | Terre (ext.)    | Gabriela Sabatini   | 6-1, 6-1                           | Parcours |
| 2  | 28-03-1988 | Eckerd Open, Tampa                                   | Tier IV       | 200 000 $   | Terre (ext.)    | Chris Evert         | 7-6, 6-4                           | Parcours |
| 3  | 08-05-1989 | Italian Open, Rome                                   | Tier II       | 300 000 $   | Terre (ext.)    | Gabriela Sabatini   | 6-2, 5-7, 6-4                      | Parcours |
| 4  | 21-08-1989 | Player’s Canadian Open, Toronto                      | Tier II       | 300 000 $   | Dur (ext.)      | Martina Navrátilová | 6-2, 6-2                           | Parcours |
| 5  | 29-01-1990 | Toray Pan Pacific Open, Tokyo                        | Tier II       | 350 000 $   | Moquette (int.) | Steffi Graf         | 6-1, 6-2                           | Parcours |
| 6  | 26-03-1990 | Virginia Slims of Houston, Houston                   | Tier III      | 225 000 $   | Terre (ext.)    | Katerina Maleeva    | 6-1, 1-6, 6-4                      | Parcours |
| 7  | 09-04-1990 | Bausch & Lomb Championships, Amelia Island           | Tier II       | 350 000 $   | Terre (ext.)    | Steffi Graf         | 6-1, 6-0                           | Parcours |
| 8  | 30-04-1990 | Citizen Cup, Hambourg                                | Tier II       | 350 000 $   | Terre (ext.)    | Steffi Graf         | 5-7, 6-0, 6-1                      | Parcours |
| 9  | 24-09-1990 | Volkswagen Grand Prix, Leipzig                       | Tier III      | 225 000 $   | Moquette (int.) | Steffi Graf         | 6-1, 6-1                           | Parcours |
| 10 | 07-01-1991 | Holden NSW Open, Sydney                              | Tier III      | 225 000 $   | Dur (ext.)      | Jana Novotná        | 6-4, 6-2                           | Parcours |
| 11 | 13-05-1991 | Lufthansa Cup German Open, Berlin                    | Tier I        | 500 000 $   | Terre (ext.)    | Steffi Graf         | 6-3, 4-6, 7-6                      | Parcours |
| 12 | 27-05-1991 | Roland-Garros, Paris                                 | G. Chelem     | 2 698 740 $ | Terre (ext.)    | Monica Seles        | 6-3, 6-4                           | Parcours |
| 13 | 17-06-1991 | Pilkington Glass Championships, Eastbourne           | Tier II       | 350 000 $   | Gazon (ext.)    | Martina Navrátilová | 6-4, 6-4                           | Parcours |
| 14 | 06-01-1992 | NSW Open Tmn’t of Champions, Sydney                  | Tier III      | 225 000 $   | Dur (ext.)      | Gabriela Sabatini   | 6-1, 6-1                           | Parcours |
| 15 | 20-04-1992 | Open Seat of Spain, Barcelone                        | Tier III      | 225 000 $   | Terre (ext.)    | Monica Seles        | 3-6, 6-2, 6-3                      | Parcours |
| 16 | 11-05-1992 | Lufthansa Cup German Open, Berlin                    | Tier I        | 550 000 $   | Terre (ext.)    | Steffi Graf         | 4-6, 7-5, 6-2                      | Parcours |
| 17 | 31-08-1992 | US Open, Flushing Meadows                            | G. Chelem     | 3 734 850 $ | Dur (ext.)      | Monica Seles        | 6-3, 6-3                           | Parcours |
| 18 | 09-11-1992 | Virginia Slims of Philadelphia, Philadelphie         | Tier II       | 350 000 $   | Moquette (int.) | Steffi Graf         | 6-3, 3-6, 6-1                      | Parcours |
| 19 | 01-03-1993 | Virginia Slims of Florida, Delray Beach              | Tier II       | 375 000 $   | Dur (ext.)      | Steffi Graf         | 6-4, 6-3                           | Parcours |
| 20 | 29-03-1993 | Family Circle Mag. Cup XXI, Hilton Head              | Tier I        | 750 000 $   | Terre (ext.)    | Steffi Graf         | 7-6, 6-1                           | Parcours |
| 21 | 02-08-1993 | Mazda Tennis Classic, San Diego                      | Tier II       | 375 000 $   | Dur (ext.)      | Steffi Graf         | 6-4, 4-6, 6-1                      | Parcours |
| 22 | 09-08-1993 | Virginia Slims of Los Angeles, Manhattan Beach       | Tier II       | 375 000 $   | Dur (ext.)      | Martina Navrátilová | 7-5, 7-6                           | Parcours |
| 23 | 15-11-1993 | Virginia Slims Championships, New York               | Masters       | 3 708 500 $ | Moquette (int.) | Steffi Graf         | 6-1, 6-4, 3-6, 6-1                 | Parcours |
| 24 | 17-01-1994 | Ford Australian Open, Melbourne                      | G. Chelem     | 2 426 000 $ | Dur (ext.)      | Steffi Graf         | 6-0, 6-2                           | Parcours |
| 25 | 28-02-1994 | Virginia Slims of Florida, Delray Beach              | Tier II       | 400 000 $   | Dur (ext.)      | Steffi Graf         | 6-3, 7-5                           | Parcours |
| 26 | 25-07-1994 | Acura US Hard Court Championships, Stratton Mountain | Tier II       | 400 000 $   | Dur (ext.)      | Conchita Martínez   | 4-6, 6-3, 6-4                      | Parcours |
| 27 | 01-08-1994 | Toshiba Classic, San Diego                           | Tier II       | 400 000 $   | Dur (ext.)      | Steffi Graf         | 6-2, 6-1                           | Parcours |
| 28 | 16-01-1995 | Ford Australian Open, Melbourne                      | G. Chelem     | 2 738 000 $ | Dur (ext.)      | Mary Pierce         | 6-3, 6-2                           | Parcours |
| 29 | 08-05-1995 | Italian Open, Rome                                   | Tier I        | 806 250 $   | Terre (ext.)    | Conchita Martínez   | 6-3, 6-1                           | Parcours |
| 30 | 29-05-1995 | Roland-Garros, Paris                                 | G. Chelem     | 3 963 100 $ | Terre (ext.)    | Steffi Graf         | 7-5, 4-6, 6-0                      | Parcours |
| 31 | 26-06-1995 | The Championships, Wimbledon                         | G. Chelem     | 3 044 890 $ | Gazon (ext.)    | Steffi Graf         | 4-6, 6-1, 7-5                      | Parcours |
| 32 | 18-09-1995 | Nichirei International Championships, Tokyo          | Tier II       | 430 000 $   | Dur (ext.)      | Mary Pierce         | 6-3, 6-3                           | Parcours |
| 33 | 29-01-1996 | Toray Pan Pacific Open, Tokyo                        | Tier I        | 926 250 $   | Moquette (int.) | Iva Majoli          | 6-4, 6-1                           | Parcours |
| 34 | 27-05-1996 | Roland-Garros, Paris                                 | G. Chelem     | 4 456 343 $ | Terre (ext.)    | Steffi Graf         | 6-3, 6-74, 10-8                    | Parcours |
| 35 | 24-06-1996 | The Championships, Wimbledon                         | G. Chelem     | 3 392 408 $ | Gazon (ext.)    | Steffi Graf         | 6-3, 7-5                           | Parcours |
| 36 | 23-07-1996 | Summer Olympics, Atlanta                             | J. olympiques | NC          | Dur (ext.)      | Lindsay Davenport   | 7-68, 6-2                          | Parcours |
| 37 | 05-08-1996 | Omnium du Maurier Ltée, Montréal                     | Tier I        | 926 250 $   | Dur (ext.)      | Monica Seles        | 6-1, 7-6                           | Parcours |
| 38 | 19-08-1996 | Toshiba Tennis Classic, San Diego                    | Tier II       | 450 000 $   | Dur (ext.)      | Kimiko Date         | 3-6, 6-3, 6-0                      | Parcours |
| 39 | 16-09-1996 | Nichirei International Open, Tokyo                   | Tier II       | 450 000 $   | Dur (ext.)      | Monica Seles        | 6-1, 6-4                           | Parcours |
| 40 | 16-06-1997 | Direct Line Int’l Championships, Eastbourne          | Tier II       | 450 000 $   | Gazon (ext.)    | Aucune              | finale annulée face à Jana Novotná | Parcours |
| 41 | 15-09-1997 | Toyota Princess Cup, Tokyo                           | Tier II       | 450 000 $   | Dur (ext.)      | Monica Seles        | 6-1, 3-6, 7-6                      | Parcours |
| 42 | 15-06-1998 | Direct Line Int’l Championships, Eastbourne          | Tier II       | 450 000 $   | Gazon (ext.)    | Jana Novotná        | 6-1, 7-5                           | Parcours |
| 43 | 17-08-1998 | Omnium du Maurier, Montréal                          | Tier I        | 926 250 $   | Dur (ext.)      | Monica Seles        | 6-3, 6-2                           | Parcours |
| 44 | 21-09-1998 | Toyota Princess Cup, Tokyo                           | Tier II       | 450 000 $   | Dur (ext.)      | Monica Seles        | 4-6, 6-3, 6-4                      | Parcours |
| 45 | 17-04-2000 | Family Circle Cup, Hilton Head                       | Tier I        | 1 080 000 $ | Terre (ext.)    | Mary Pierce         | 6-1, 6-0                           | Parcours |
| 46 | 02-05-2000 | Betty Barclay Cup, Hambourg                          | Tier II       | 535 000 $   | Terre (ext.)    | Martina Hingis      | 6-3, 6-3                           | Parcours |
| 47 | 17-09-2001 | Toyota Princess Cup, Tokyo                           | Tier II       | 565 000 $   | Dur (ext.)      | Jelena Dokić        | 6-4, 6-2                           | Parcours |
| 48 | 08-07-2002 | French Community Championships, Bruxelles            | Tier IV       | 140 000 $   | Terre (ext.)    | Myriam Casanova     | 4-6, 6-2, 6-1                      | Parcours |

### Titres en double dames
| No | Date       | Nom et lieu du tournoi                         | Catégorie | Dotation    | Surface         | Partenaire          | Finalistes                             | Score          |          |
| -- | ---------- | ---------------------------------------------- | --------- | ----------- | --------------- | ------------------- | -------------------------------------- | -------------- | -------- |
| 1  | 15-09-1986 | Athens Trophy Athènes                          |           | 75 000 $    | Terre (ext.)    | Isabel Cueto        | Silke Meier Wiltrud Probst             | 4-6, 6-2, 6-4  | Parcours |
| 2  | 02-04-1990 | Family Circle Mag. Cup Hilton Head             | Tier I    | 500 000 $   | Terre (ext.)    | Martina Navrátilová | Mercedes Paz Natasha Zvereva           | 6-2, 6-1       | Parcours |
| 3  | 09-04-1990 | Bausch & Lomb Championships Amelia Island      | Tier II   | 350 000 $   | Terre (ext.)    | Mercedes Paz        | Regina Kordová Andrea Temesvári        | 7-6, 6-4       | Parcours |
| 4  | 16-04-1990 | Eckerd Tennis Open Tampa                       | Tier III  | 225 000 $   | Terre (ext.)    | Mercedes Paz        | Sandra Cecchini Laura Arraya           | 6-2, 6-0       | Parcours |
| 5  | 23-04-1990 | International Championships of Spain Barcelone | Tier IV   | 150 000 $   | Terre (ext.)    | Mercedes Paz        | Sabrina Goleš Patricia Tarabini        | 6-7, 6-2, 6-1  | Parcours |
| 6  | 07-01-1991 | Holden NSW Open Sydney                         | Tier III  | 225 000 $   | Dur (ext.)      | Helena Suková       | Gigi Fernández Jana Novotná            | 6-1, 6-4       | Parcours |
| 7  | 08-04-1991 | Bausch & Lomb Championships Amelia Island      | Tier II   | 350 000 $   | Terre (ext.)    | Helena Suková       | Mercedes Paz Natasha Zvereva           | 4-6, 6-2, 6-2  | Parcours |
| 8  | 22-04-1991 | International Championships of Spain Barcelone | Tier III  | 225 000 $   | Terre (ext.)    | Martina Navrátilová | Nathalie Tauziat Judith Wiesner        | 6-1, 6-3       | Parcours |
| 9  | 06-01-1992 | NSW Open Tmn’t of Champions Sydney             | Tier III  | 225 000 $   | Dur (ext.)      | Helena Suková       | Mary Joe Fernández Zina Garrison       | 7-6, 6-7, 6-2  | Parcours |
| 10 | 13-01-1992 | Ford Australian Open Melbourne                 | G. Chelem | 2 000 000 $ | Dur (ext.)      | Helena Suková       | Mary Joe Fernández Zina Garrison       | 6-4, 7-62      | Parcours |
| 11 | 27-01-1992 | Toray Pan Pacific Open Tokyo                   | Tier II   | 350 000 $   | Moquette (int.) | Helena Suková       | Martina Navrátilová Pam Shriver        | 7-5, 6-1       | Parcours |
| 12 | 13-03-1992 | Lipton International Championships Miami       | Tier I    | 800 000 $   | Dur (ext.)      | Larisa Neiland      | Jill Hetherington Kathy Rinaldi        | 7-5, 5-7, 6-3  | Parcours |
| 13 | 30-03-1992 | Family Circle Mag. Cup Hilton Head             | Tier I    | 550 000 $   | Terre (ext.)    | Natasha Zvereva     | Jana Novotná Larisa Neiland            | 6-4, 6-2       | Parcours |
| 14 | 06-04-1992 | Bausch & Lomb Championships Amelia Island      | Tier II   | 350 000 $   | Terre (ext.)    | Natasha Zvereva     | Zina Garrison Jana Novotná             | 6-1, 6-0       | Parcours |
| 15 | 20-04-1992 | Open Seat of Spain Barcelone                   | Tier III  | 225 000 $   | Terre (ext.)    | Conchita Martínez   | Nathalie Tauziat Judith Wiesner        | 6-4, 6-1       | Parcours |
| 16 | 10-08-1992 | Virginia Slims of Los Angeles Manhattan Beach  | Tier II   | 350 000 $   | Dur (ext.)      | Helena Suková       | Zina Garrison Pam Shriver              | 6-4, 6-2       | Parcours |
| 17 | 12-10-1992 | Porsche Tennis GP Filderstadt                  | Tier II   | 350 000 $   | Dur (int.)      | Helena Suková       | Pam Shriver Natasha Zvereva            | 6-4, 7-5       | Parcours |
| 18 | 16-11-1992 | Virginia Slims Championships New York          | Masters   | 3 000 000 $ | Moquette (int.) | Helena Suková       | Larisa Neiland Jana Novotná            | 7-6, 6-1       | Parcours |
| 19 | 19-04-1993 | International Championships of Spain Barcelone | Tier II   | 375 000 $   | Terre (ext.)    | Conchita Martínez   | Magdalena Maleeva Manuela Maleeva      | 4-6, 6-1, 6-0  | Parcours |
| 20 | 03-05-1993 | Italian Open Rome                              | Tier I    | 750 000 $   | Terre (ext.)    | Jana Novotná        | Mary Joe Fernández Zina Garrison       | 6-4, 6-2       | Parcours |
| 21 | 09-08-1993 | Virginia Slims of Los Angeles Manhattan Beach  | Tier II   | 375 000 $   | Dur (ext.)      | Helena Suková       | Gigi Fernández Natasha Zvereva         | 7-6, 6-3       | Parcours |
| 22 | 30-08-1993 | US Open Flushing Meadows                       | G. Chelem | 3 967 250 $ | Dur (ext.)      | Helena Suková       | Amanda Coetzer Inés Gorrochategui      | 6-4, 6-2       | Parcours |
| 23 | 25-10-1993 | Nokia Grand Prix Essen                         | Tier II   | 375 000 $   | Moquette (int.) | Helena Suková       | Wiltrud Probst Christina Singer        | 7-6, 6-2       | Parcours |
| 24 | 28-02-1994 | Virginia Slims of Florida Delray Beach         | Tier II   | 400 000 $   | Dur (ext.)      | Jana Novotná        | Manon Bollegraf Helena Suková          | 6-2, 6-0       | Parcours |
| 25 | 24-03-1994 | Light n’ Lively Doubles Wesley Chapel          |           | 175 000 $   | Terre (ext.)    | Jana Novotná        | Gigi Fernández Natasha Zvereva         | 6-2, 7-5       | Parcours |
| 26 | 28-03-1994 | Family Circle Mag. Cup XXII Hilton Head        | Tier I    | 750 000 $   | Terre (ext.)    | Lori McNeil         | Gigi Fernández Natasha Zvereva         | 6-4, 4-1, ab.  | Parcours |
| 27 | 04-04-1994 | Bausch & Lomb Championships Amelia Island      | Tier II   | 400 000 $   | Terre (ext.)    | Larisa Neiland      | Amanda Coetzer Inés Gorrochategui      | 6-2, 6-7, 6-4  | Parcours |
| 28 | 18-04-1994 | International Championships of Spain Barcelone | Tier II   | 400 000 $   | Terre (ext.)    | Larisa Neiland      | Julie Halard Nathalie Tauziat          | 6-2, 6-4       | Parcours |
| 29 | 25-04-1994 | Citizen Cup Hambourg                           | Tier II   | 400 000 $   | Terre (ext.)    | Jana Novotná        | Eugenia Maniokova Leila Meskhi         | 6-3, 6-2       | Parcours |
| 30 | 01-08-1994 | Toshiba Classic San Diego                      | Tier II   | 400 000 $   | Dur (ext.)      | Jana Novotná        | Ginger Helgeson Rachel McQuillan       | 6-3, 6-3       | Parcours |
| 31 | 15-08-1994 | Matinee Ltd. - Canadian Open Montréal          | Tier I    | 750 000 $   | Dur (ext.)      | Meredith McGrath    | Pam Shriver Elizabeth Smylie           | 2-6, 6-2, 6-4  | Parcours |
| 32 | 29-08-1994 | US Open Flushing Meadows                       | G. Chelem | 3 900 000 $ | Dur (ext.)      | Jana Novotná        | Katerina Maleeva Robin White           | 6-3, 6-3       | Parcours |
| 33 | 19-09-1994 | Nichirei International Championships Tokyo     | Tier II   | 400 000 $   | Dur (ext.)      | Julie Halard        | Amy Frazier Rika Hiraki                | 6-1, 0-6, 6-1  | Parcours |
| 34 | 31-10-1994 | Bank of the West Classic Oakland               | Tier II   | 400 000 $   | Moquette (int.) | Lindsay Davenport   | Gigi Fernández Martina Navrátilová     | 7-5, 6-4       | Parcours |
| 35 | 16-01-1995 | Ford Australian Open Melbourne                 | G. Chelem | 2 738 000 $ | Dur (ext.)      | Jana Novotná        | Gigi Fernández Natasha Zvereva         | 6-3, 6-73, 6-4 | Parcours |
| 36 | 17-03-1995 | The Lipton Championships Miami                 | Tier I    | 1 550 000 $ | Dur (ext.)      | Jana Novotná        | Gigi Fernández Natasha Zvereva         | 7-5, 2-6, 6-3  | Parcours |
| 37 | 24-04-1995 | Ford Int’l Championships of Spain Barcelone    | Tier II   | 430 000 $   | Terre (ext.)    | Larisa Neiland      | Mariaan de Swardt Iva Majoli           | 7-5, 4-6, 7-5  | Parcours |
| 38 | 19-06-1995 | Direct Line Int’l Championships Eastbourne     | Tier II   | 430 000 $   | Gazon (ext.)    | Jana Novotná        | Gigi Fernández Natasha Zvereva         | 0-6, 6-3, 6-4  | Parcours |
| 39 | 26-06-1995 | The Championships Wimbledon                    | G. Chelem | 3 044 890 $ | Gazon (ext.)    | Jana Novotná        | Gigi Fernández Natasha Zvereva         | 5-7, 7-5, 6-4  | Parcours |
| 40 | 13-11-1995 | WTA Tour Championships New York                | Masters   | 2 000 000 $ | Moquette (int.) | Jana Novotná        | Gigi Fernández Natasha Zvereva         | 6-2, 6-1       | Parcours |
| 41 | 15-01-1996 | Ford Australian Open Melbourne                 | G. Chelem | 3 970 600 $ | Dur (ext.)      | Chanda Rubin        | Lindsay Davenport Mary Joe Fernández   | 7-5, 2-6, 6-4  | Parcours |
| 42 | 21-03-1996 | The Lipton Championships Miami                 | Tier I    | 1 550 000 $ | Dur (ext.)      | Jana Novotná        | Meredith McGrath Larisa Neiland        | 6-4, 6-4       | Parcours |
| 43 | 01-04-1996 | Family Circle Mag. Cup Hilton Head             | Tier I    | 926 250 $   | Terre (ext.)    | Jana Novotná        | Gigi Fernández Mary Joe Fernández      | 6-2, 6-3       | Parcours |
| 44 | 08-04-1996 | Bausch & Lomb Championships Amelia Island      | Tier II   | 450 000 $   | Terre (ext.)    | Chanda Rubin        | Meredith McGrath Larisa Neiland        | 6-1, 6-1       | Parcours |
| 45 | 29-04-1996 | Rexona Cup Hambourg                            | Tier II   | 450 000 $   | Terre (ext.)    | Brenda Schultz      | Gigi Fernández Martina Hingis          | 4-6, 7-6, 6-4  | Parcours |
| 46 | 06-05-1996 | Italian Open Rome                              | Tier I    | 926 250 $   | Terre (ext.)    | Irina Spîrlea       | Gigi Fernández Martina Hingis          | 6-4, 3-6, 6-3  | Parcours |
| 47 | 20-05-1996 | Open Paginas Amarillas Madrid                  | Tier II   | 250 000 $   | Terre (ext.)    | Jana Novotná        | Sabine Appelmans Miriam Oremans        | 7-6, 6-2       | Parcours |
| 48 | 17-06-1996 | Direct Line Int’l Championships Eastbourne     | Tier II   | 363 000 $   | Gazon (ext.)    | Jana Novotná        | Rosalyn Fairbank Pam Shriver           | 4-6, 7-5, 6-4  | Parcours |
| 49 | 05-08-1996 | Omnium du Maurier Ltée Montréal                | Tier I    | 926 250 $   | Dur (ext.)      | Larisa Neiland      | Mary Joe Fernández Helena Suková       | 7-6, 6-1       | Parcours |
| 50 | 06-01-1997 | Sydney International Sydney                    | Tier II   | 342 500 $   | Dur (ext.)      | Gigi Fernández      | Lindsay Davenport Natasha Zvereva      | 6-3, 6-1       | Parcours |
| 51 | 20-03-1997 | The Lipton Championships Miami                 | Tier I    | 1 750 000 $ | Dur (ext.)      | Natasha Zvereva     | Sabine Appelmans Miriam Oremans        | 6-2, 6-3       | Parcours |
| 52 | 19-05-1997 | Open Paginas Amarillas Madrid                  | Tier III  | 175 000 $   | Terre (ext.)    | Mary Joe Fernández  | Inés Gorrochategui Irina Spîrlea       | 6-3, 6-2       | Parcours |
| 53 | 28-07-1997 | Toshiba Classic San Diego                      | Tier II   | 450 000 $   | Dur (ext.)      | Martina Hingis      | Amy Frazier Kimberly Po                | 6-3, 7-5       | Parcours |
| 54 | 06-10-1997 | Porsche Tennis GP Filderstadt                  | Tier II   | 450 000 $   | Dur (int.)      | Martina Hingis      | Lindsay Davenport Jana Novotná         | 7-6, 3-6, 7-6  | Parcours |
| 55 | 13-10-1997 | European Indoor Championships Zurich           | Tier I    | 926 250 $   | Moquette (int.) | Martina Hingis      | Larisa Neiland Helena Suková           | 4-6, 6-4, 6-1  | Parcours |
| 56 | 27-10-1997 | Kremlin Cup Moscou                             | Tier I    | 926 250 $   | Moquette (int.) | Natasha Zvereva     | Yayuk Basuki Caroline Vis              | 5-3, ab.       | Parcours |
| 57 | 19-04-1999 | Dreamland Egypt Classic Le Caire               | Tier III  | 180 000 $   | Terre (ext.)    | Laurence Courtois   | Irina Spîrlea Caroline Vis             | 7-5, 1-6, 7-6  | Parcours |
| 58 | 27-04-1999 | Betty Barclay Cup Hambourg                     | Tier II   | 520 000 $   | Terre (ext.)    | Larisa Neiland      | Amanda Coetzer Jana Novotná            | 6-2, 6-1       | Parcours |
| 59 | 09-08-1999 | Acura Classic Los Angeles                      | Tier II   | 520 000 $   | Dur (ext.)      | Larisa Neiland      | Lisa Raymond Rennae Stubbs             | 6-2, 6-7, 6-0  | Parcours |
| 60 | 08-05-2000 | German Open Berlin                             | Tier I    | 1 080 000 $ | Terre (ext.)    | Conchita Martínez   | Amanda Coetzer Corina Morariu          | 3-6, 6-2, 7-67 | Parcours |
| 61 | 30-10-2000 | Sparkassen Cup Leipzig                         | Tier II   | 535 000 $   | Moquette (int.) | Anne-Gaëlle Sidot   | Kim Clijsters Laurence Courtois        | 6-76, 7-5, 6-3 | Parcours |
| 62 | 21-03-2001 | Ericsson Open Miami                            | Tier I    | 2 720 000 $ | Dur (ext.)      | Nathalie Tauziat    | Lisa Raymond Rennae Stubbs             | 6-0, 6-4       | Parcours |
| 63 | 11-02-2002 | Qatar Total FinaElf Open Doha                  | Tier III  | 170 000 $   | Dur (ext.)      | Janette Husárová    | Alexandra Fusai Caroline Vis           | 6-3, 6-3       | Parcours |
| 64 | 08-04-2002 | Bausch & Lomb Championships Amelia Island      | Tier II   | 585 000 $   | Terre (ext.)    | Daniela Hantuchová  | María Emilia Salerni Åsa Svensson      | 6-4, 6-2       | Parcours |
| 65 | 22-07-2002 | Idea Prokom Open Sopot                         | Tier III  | 300 000 $   | Terre (ext.)    | Svetlana Kuznetsova | Evgenia Kulikovskaya Ekaterina Sysoeva | 6-2, 6-2       | Parcours |
| 66 | 05-08-2002 | Nordea Nordic Light Open Espoo                 | Tier IV   | 140 000 $   | Terre (ext.)    | Svetlana Kuznetsova | Eva Bes-Ostariz María José Martínez    | 6-3, 6-75, 6-3 | Parcours |
| 67 | 19-08-2002 | Pilot Pen Tennis New Haven                     | Tier II   | 585 000 $   | Dur (ext.)      | Daniela Hantuchová  | Tathiana Garbin Janette Husárová       | 6-3, 1-6, 7-5  | Parcours |
| 68 | 16-09-2002 | Toyota Princess Cup Tokyo                      | Tier II   | 585 000 $   | Dur (ext.)      | Svetlana Kuznetsova | Petra Mandula Patricia Wartusch        | 6-2, 6-4       | Parcours |
| 69 | 19-07-2004 | Internazionali Femminili Palerme               | Tier V    | 110 000 $   | Terre (ext.)    | Anabel Medina       | Ľubomíra Kurhajcová Henrieta Nagyová   | 6-3, 7-64      | Parcours |

### Finales en double dames
| No | Date       | Nom et lieu du tournoi                              | Catégorie     | Dotation    | Surface         | Vainqueures                          | Partenaire          | Score          |          |
| -- | ---------- | --------------------------------------------------- | ------------- | ----------- | --------------- | ------------------------------------ | ------------------- | -------------- | -------- |
| 1  | 18-07-1988 | Aix-en-Provence                                     | Tier V        | 100 000 $   | Terre (ext.)    | Nathalie Herreman Catherine Tanvier  | Sandra Cecchini     | 6-4, 7-5       | Parcours |
| 2  | 24-04-1989 | International Championships of Spain Barcelone      | Tier V        | 100 000 $   | Terre (ext.)    | Jana Novotná Tine Scheuer-Larsen     | Judith Wiesner      | 6-2, 2-6, 7-6  | Parcours |
| 3  | 14-08-1989 | Virginia Slims of Albuquerque Albuquerque           | Tier V        | 100 000 $   | Dur (ext.)      | Nicole Provis Elna Reinach           | Raffaella Reggi     | 4-6, 6-4, 6-2  | Parcours |
| 4  | 12-02-1990 | Virginia Slims of Chicago Chicago                   | Tier I        | 500 000 $   | Moquette (int.) | Martina Navrátilová Anne Smith       | Nathalie Tauziat    | 6-7, 6-4, 6-3  | Parcours |
| 5  | 15-10-1990 | Porsche Tennis GP Filderstadt                       | Tier II       | 350 000 $   | Dur (int.)      | Mary Joe Fernández Zina Garrison     | Mercedes Paz        | 7-5, 6-3       | Parcours |
| 6  | 12-11-1990 | Virginia Slims Championships New York               | Masters       | 3 000 000 $ | Moquette (int.) | Kathy Jordan Elizabeth Smylie        | Mercedes Paz        | 7-6, 6-4       | Parcours |
| 7  | 29-04-1991 | Citizen Cup Hambourg                                | Tier II       | 350 000 $   | Terre (ext.)    | Jana Novotná Larisa Neiland          | Helena Suková       | 7-5, 6-1       | Parcours |
| 8  | 26-03-1992 | Light n’ Lively Doubles Wesley Chapel               |               | 175 000 $   | Terre (ext.)    | Jana Novotná Larisa Neiland          | Natasha Zvereva     | 6-4, 6-2       | Parcours |
| 9  | 27-04-1992 | Citizen Cup Hambourg                                | Tier II       | 350 000 $   | Terre (ext.)    | Steffi Graf Rennae Stubbs            | Manon Bollegraf     | 4-6, 6-3, 6-4  | Parcours |
| 10 | 25-05-1992 | Roland-Garros Paris                                 | G. Chelem     | 3 277 836 $ | Terre (ext.)    | Gigi Fernández Natasha Zvereva       | Conchita Martínez   | 6-3, 6-2       | Parcours |
| 11 | 28-07-1992 | Olympic Games Barcelone                             | J. olympiques | NC          | Terre (ext.)    | Gigi Fernández · Mary Joe Fernández  | Conchita Martínez   | 7-5, 2-6, 6-2  | Parcours |
| 12 | 25-03-1993 | Light n’ Lively Doubles Wesley Chapel               |               | 175 000 $   | Terre (ext.)    | Gigi Fernández Natasha Zvereva       | Larisa Neiland      | 7-5, 6-3       | Parcours |
| 13 | 16-08-1993 | Matinee Ltd. Canadian Open Toronto                  | Tier I        | 750 000 $   | Dur (ext.)      | Larisa Neiland Jana Novotná          | Helena Suková       | 6-1, 6-2       | Parcours |
| 14 | 10-01-1994 | Peters NSW Open Sydney                              | Tier II       | 300 000 $   | Dur (ext.)      | Patty Fendick Meredith McGrath       | Jana Novotná        | 6-2, 6-3       | Parcours |
| 15 | 09-05-1994 | German Open Berlin                                  | Tier I        | 750 000 $   | Terre (ext.)    | Gigi Fernández Natasha Zvereva       | Jana Novotná        | 6-3, 7-6       | Parcours |
| 16 | 20-06-1994 | The Championships Wimbledon                         | G. Chelem     | 3 361 848 $ | Gazon (ext.)    | Gigi Fernández Natasha Zvereva       | Jana Novotná        | 6-4, 6-1       | Parcours |
| 17 | 25-07-1994 | Acura US Hard Court Championships Stratton Mountain | Tier II       | 400 000 $   | Dur (ext.)      | Pam Shriver Elizabeth Smylie         | Conchita Martínez   | 7-6, 2-6, 7-5  | Parcours |
| 18 | 14-11-1994 | Virginia Slims Championships New York               | Masters       | 3 500 000 $ | Moquette (int.) | Gigi Fernández Natasha Zvereva       | Jana Novotná        | 6-3, 6-7, 6-3  | Parcours |
| 19 | 27-02-1995 | State Farm Evert Cup Indian Wells                   | Tier II       | 430 000 $   | Dur (ext.)      | Lindsay Davenport Lisa Raymond       | Larisa Neiland      | 2-6, 6-4, 6-3  | Parcours |
| 20 | 29-05-1995 | Roland-Garros Paris                                 | G. Chelem     | 3 963 100 $ | Terre (ext.)    | Gigi Fernández Natasha Zvereva       | Jana Novotná        | 6-76, 6-4, 7-5 | Parcours |
| 21 | 19-08-1996 | Toshiba Tennis Classic San Diego                    | Tier II       | 450 000 $   | Dur (ext.)      | Gigi Fernández Conchita Martínez     | Larisa Neiland      | 4-6, 6-3, 6-4  | Parcours |
| 22 | 26-08-1996 | US Open Flushing Meadows                            | G. Chelem     | 4 004 885 $ | Dur (ext.)      | Gigi Fernández Natasha Zvereva       | Jana Novotná        | 1-6, 6-1, 6-4  | Parcours |
| 23 | 18-11-1996 | Chase Championships New York                        | Masters       | 2 000 000 $ | Moquette (int.) | Lindsay Davenport Mary Joe Fernández | Jana Novotná        | 6-3, 6-2       | Parcours |
| 24 | 19-03-1998 | The Lipton Championships Miami                      | Tier I        | 1 900 000 $ | Dur (ext.)      | Martina Hingis Jana Novotná          | Natasha Zvereva     | 6-2, 3-6, 6-3  | Parcours |
| 25 | 04-05-1998 | Italian Open Rome                                   | Tier I        | 926 250 $   | Terre (ext.)    | Virginia Ruano Pascual Paola Suárez  | Amanda Coetzer      | 7-6, 6-4       | Parcours |
| 26 | 15-06-1998 | Direct Line Int’l Championships Eastbourne          | Tier II       | 450 000 $   | Gazon (ext.)    | Mariaan de Swardt Jana Novotná       | Natasha Zvereva     | 6-1, 6-3       | Parcours |
| 27 | 21-09-1998 | Toyota Princess Cup Tokyo                           | Tier II       | 450 000 $   | Dur (ext.)      | Anna Kournikova Monica Seles         | Mary Joe Fernández  | 6-4, 6-4       | Parcours |
| 28 | 05-10-1998 | Porsche Tennis GP Filderstadt                       | Tier II       | 450 000 $   | Dur (int.)      | Lindsay Davenport Natasha Zvereva    | Anna Kournikova     | 6-4, 6-2       | Parcours |
| 29 | 16-08-1999 | Omnium du Maurier Toronto                           | Tier I        | 1 050 000 $ | Dur (ext.)      | Jana Novotná Mary Pierce             | Larisa Neiland      | 6-3, 2-6, 6-3  | Parcours |
| 30 | 04-10-1999 | Porsche Tennis Grand Prix Filderstadt               | Tier II       | 520 000 $   | Dur (int.)      | Chanda Rubin Sandrine Testud         | Larisa Neiland      | 6-3, 6-4       | Parcours |
| 31 | 15-11-1999 | Chase Championships New York                        | Masters       | 2 000 000 $ | Moquette (int.) | Martina Hingis Anna Kournikova       | Larisa Neiland      | 6-4, 6-4       | Parcours |
| 32 | 15-05-2000 | Italian Open Rome                                   | Tier I        | 1 080 000 $ | Terre (ext.)    | Lisa Raymond Rennae Stubbs           | Magüi Serna         | 6-3, 4-6, 6-3  | Parcours |
| 33 | 02-10-2000 | Porsche Tennis Grand Prix Filderstadt               | Tier II       | 535 000 $   | Dur (int.)      | Martina Hingis Anna Kournikova       | Barbara Schett      | 6-4, 6-2       | Parcours |
| 34 | 09-04-2001 | Bausch & Lomb Championships Amelia Island           | Tier II       | 565 000 $   | Terre (ext.)    | Conchita Martínez Patricia Tarabini  | Martina Navrátilová | 6-4, 6-2       | Parcours |
| 35 | 14-01-2002 | Australian Open Melbourne                           | G. Chelem     | 3 942 915 $ | Dur (ext.)      | Martina Hingis Anna Kournikova       | Daniela Hantuchová  | 6-2, 6-74, 6-1 | Parcours |
| 36 | 30-04-2002 | Betty Barclay Cup Hambourg                          | Tier II       | 585 000 $   | Terre (ext.)    | Martina Hingis Barbara Schett        | Daniela Hantuchová  | 6-1, 6-1       | Parcours |
| 37 | 06-05-2002 | Eurocard German Open Berlin                         | Tier I        | 1 224 000 $ | Terre (ext.)    | Elena Dementieva Janette Husárová    | Daniela Hantuchová  | 0-6, 7-63, 6-2 | Parcours |
| 38 | 20-05-2002 | Open de España Madrid                               | Tier III      | 170 000 $   | Terre (ext.)    | Martina Navrátilová Natasha Zvereva  | Rossana de los Ríos | 6-2, 6-3       | Parcours |
| 39 | 08-07-2002 | French Community Championships Bruxelles            | Tier IV       | 140 000 $   | Terre (ext.)    | Barbara Schwartz Jasmin Wöhr         | Tathiana Garbin     | 6-2, 0-6, 6-4  | Parcours |
| 40 | 23-09-2002 | Wismilak International Bali                         | Tier III      | 225 000 $   | Dur (ext.)      | Cara Black Virginia Ruano Pascual    | Svetlana Kuznetsova | 6-2, 6-3       | Parcours |
| 41 | 30-09-2002 | AIG Japan Open Tokyo                                | Tier III      | 170 000 $   | Dur (ext.)      | Shinobu Asagoe Nana Miyagi           | Svetlana Kuznetsova | 6-4, 4-6, 6-4  | Parcours |
| 42 | 13-09-2004 | Wismilak International Bali                         | Tier III      | 225 000 $   | Dur (ext.)      | Anastasia Myskina Ai Sugiyama        | Svetlana Kuznetsova | 6-3, 7-5       | Parcours |

### Titres en double mixte
| No | Date       | Nom et lieu du tournoi         | Catégorie | Dotation      | Surface      | Partenaire      | Finalistes                       | Score        |          |
| -- | ---------- | ------------------------------ | --------- | ------------- | ------------ | --------------- | -------------------------------- | ------------ | -------- |
| 1  | 26-12-1989 | Hopman Cup II Perth            | ITF       | 350 000 AU$   | Dur (int.)   | Emilio Sánchez  | Pam Shriver John McEnroe         | 2 matchs à 1 | Parcours |
| 2  | 28-05-1990 | Roland-Garros Paris            | G. Chelem | 2 019 720 $   | Terre (ext.) | Jorge Lozano    | Nicole Provis Danie Visser       | 7-64, 7-64   | Parcours |
| 3  | 25-05-1992 | Roland-Garros Paris            | G. Chelem | 3 277 836 $   | Terre (ext.) | Todd Woodbridge | Lori McNeil Bryan Shelton        | 6-2, 6-3     | Parcours |
| 4  | 18-01-1993 | Ford Australian Open Melbourne | G. Chelem | 2 400 000 $   | Dur (ext.)   | Todd Woodbridge | Zina Garrison Rick Leach         | 7-5, 6-4     | Parcours |
| 5  | 28-08-2000 | US Open Flushing Meadows       | G. Chelem | 6 467 000 $   | Dur (ext.)   | Jared Palmer    | Anna Kournikova Max Mirnyi       | 6-4, 6-3     | Parcours |
| 6  | 29-12-2001 | Hyundai Hopman Cup XIV Perth   | ITF       | 1 000 000 AU$ | Dur (int.)   | Tommy Robredo   | Monica Seles Jan-Michael Gambill | 2 matchs à 1 | Parcours |

### Finales en double mixte
| No | Date       | Nom et lieu du tournoi         | Catégorie | Dotation    | Surface      | Vainqueures                  | Partenaire         | Score          |          |
| -- | ---------- | ------------------------------ | --------- | ----------- | ------------ | ---------------------------- | ------------------ | -------------- | -------- |
| 1  | 29-05-1989 | Roland-Garros Paris            | G. Chelem | 1 875 000 $ | Terre (ext.) | Manon Bollegraf Tom Nijssen  | Horacio de la Peña | 6-3, 6-73, 6-2 | Parcours |
| 2  | 26-08-1991 | US Open Flushing Meadows       | G. Chelem | 2 700 000 $ | Dur (ext.)   | Manon Bollegraf Tom Nijssen  | Emilio Sánchez     | 6-2, 7-62      | Parcours |
| 3  | 13-01-1992 | Ford Australian Open Melbourne | G. Chelem | 2 000 000 $ | Dur (ext.)   | Nicole Provis Mark Woodforde | Todd Woodbridge    | 6-3, 4-6, 11-9 | Parcours |
| 4  | 02-01-1993 | Hopman Cup V Perth             | ITF       | 700 000 AU$ | Dur (int.)   | Steffi Graf Michael Stich    | Emilio Sánchez     | 2 matchs à 1   | Parcours |
| 5  | 17-01-2000 | Australian Open Melbourne      | G. Chelem | 3 544 313 $ | Dur (ext.)   | Rennae Stubbs Jared Palmer   | Todd Woodbridge    | 7-5, 7-63      | Parcours |

## Parcours en Grand Chelem

### En simple dames
| Année | Open d'Australie | Open d'Australie | Internationaux de France | Internationaux de France | Wimbledon       | Wimbledon          | US Open         | US Open             |
| ----- | ---------------- | ---------------- | ------------------------ | ------------------------ | --------------- | ------------------ | --------------- | ------------------- |
| 1987  | -                | -                | 1/4 de finale            | Gabriela Sabatini        | 1er tour (1/64) | Belinda Cordwell   | 1er tour (1/64) | Neige Dias          |
| 1988  | -                | -                | 1/4 de finale            | Nicole Provis            | 1er tour (1/64) | Kumiko Okamoto     | 4e tour (1/8)   | Zina Garrison       |
| 1989  | -                | -                | Victoire                 | Steffi Graf              | 1/4 de finale   | Steffi Graf        | 1/4 de finale   | Gabriela Sabatini   |
| 1990  | -                | -                | 2e tour (1/32)           | Mercedes Paz             | 1er tour (1/64) | Betsy Nagelsen     | 1/2 finale      | Steffi Graf         |
| 1991  | 1/2 finale       | Jana Novotná     | Finale                   | Monica Seles             | 1/4 de finale   | Mary Joe Fernández | 1/4 de finale   | Martina Navrátilová |
| 1992  | 1/2 finale       | Monica Seles     | 1/2 finale               | Steffi Graf              | 2e tour (1/32)  | Julie Halard       | Finale          | Monica Seles        |
| 1993  | 1/2 finale       | Steffi Graf      | 1/2 finale               | Mary Joe Fernández       | 4e tour (1/8)   | Helena Suková      | 1/2 finale      | Helena Suková       |
| 1994  | Finale           | Steffi Graf      | Victoire                 | Mary Pierce              | 4e tour (1/8)   | Zina Garrison      | Victoire        | Steffi Graf         |
| 1995  | Finale           | Mary Pierce      | Finale                   | Steffi Graf              | Finale          | Steffi Graf        | 4e tour (1/8)   | Mary Joe Fernández  |
| 1996  | 1/4 de finale    | Chanda Rubin     | Finale                   | Steffi Graf              | Finale          | Steffi Graf        | 4e tour (1/8)   | Martina Hingis      |
| 1997  | 3e tour (1/16)   | Dominique Monami | 1/4 de finale            | Martina Hingis           | 1/2 finale      | Jana Novotná       | 1/4 de finale   | Martina Hingis      |
| 1998  | 1/4 de finale    | Anke Huber       | Victoire                 | Monica Seles             | 1/4 de finale   | Martina Hingis     | 1/4 de finale   | Venus Williams      |
| 1999  | 2e tour (1/32)   | Barbara Schett   | 1/2 finale               | Martina Hingis           | 2e tour (1/32)  | Lisa Raymond       | 4e tour (1/8)   | Martina Hingis      |
| 2000  | 1/4 de finale    | Martina Hingis   | 1/2 finale               | Conchita Martínez        | 4e tour (1/8)   | Monica Seles       | 4e tour (1/8)   | Nathalie Tauziat    |
| 2001  | -                | -                | 2e tour (1/32)           | Amy Frazier              | 2e tour (1/32)  | Lilia Osterloh     | 3e tour (1/16)  | Jelena Dokić        |
| 2002  | 1er tour (1/64)  | Iva Majoli       | 1er tour (1/64)          | Marta Marrero            | -               | -                  | 1er tour (1/64) | Marion Bartoli      |

À droite du résultat, l’ultime adversaire.

### En double dames
| Année | Open d'Australie            | Open d'Australie           | Internationaux de France      | Internationaux de France   | Wimbledon                     | Wimbledon                  | US Open                       | US Open                     |
| ----- | --------------------------- | -------------------------- | ----------------------------- | -------------------------- | ----------------------------- | -------------------------- | ----------------------------- | --------------------------- |
| 1987  | -                           | -                          | 3e tour (1/8) Isabel Cueto    | Steffi Graf G. Sabatini    | 1er tour (1/32) W. Probst     | Elise Burgin R. Fairbank   | 2e tour (1/16) Isabel Cueto   | Elise Burgin Robin White    |
| 1988  | -                           | -                          | 1er tour (1/32) Isabel Cueto  | Nicole Provis Elna Reinach | 1er tour (1/32) W. Probst     | I. Driehuis M. Mesker      | 2e tour (1/16) C. Tanvier     | C. Lindqvist Tine Scheuer   |
| 1989  | -                           | -                          | 1/4 de finale J. Wiesner      | Jana Novotná Helena Suková | 1er tour (1/32) J. Wiesner    | G. Fernández Lori McNeil   | 1er tour (1/32) J. Wiesner    | L. Savchenko N. Zvereva     |
| 1990  | -                           | -                          | 1/4 de finale Mercedes Paz    | Nicole Provis Elna Reinach | 1/4 de finale Mercedes Paz    | Jana Novotná Helena Suková | 1/4 de finale Robin White     | Jana Novotná Helena Suková  |
| 1991  | 3e tour (1/8) Helena Suková | Monica Seles Anne Smith    | 1/2 finale Helena Suková      | G. Fernández Jana Novotná  | 1/4 de finale Helena Suková   | Navrátilová Pam Shriver    | 3e tour (1/8) Helena Suková   | Leila Meskhi Mercedes Paz   |
| 1992  | Victoire Helena Suková      | MJ Fernández Zina Garrison | Finale C. Martínez            | G. Fernández N. Zvereva    | 1/2 finale Helena Suková      | G. Fernández N. Zvereva    | 1/2 finale Helena Suková      | G. Fernández N. Zvereva     |
| 1993  | 1/4 de finale C. Martínez   | Hetherington Kathy Rinaldi | 1/4 de finale C. Martínez     | A. Coetzer Gorrochategui   | 1/4 de finale Helena Suková   | Pam Shriver E. Smylie      | Victoire Helena Suková        | A. Coetzer Gorrochategui    |
| 1994  | 1/2 finale Jana Novotná     | Patty Fendick M. McGrath   | -                             | -                          | Finale Jana Novotná           | G. Fernández N. Zvereva    | Victoire Jana Novotná         | K. Maleeva Robin White      |
| 1995  | Victoire Jana Novotná       | G. Fernández N. Zvereva    | Finale Jana Novotná           | G. Fernández N. Zvereva    | Victoire Jana Novotná         | G. Fernández N. Zvereva    | 1/4 de finale Jana Novotná    | B. Schultz Rennae Stubbs    |
| 1996  | Victoire Chanda Rubin       | L. Davenport MJ Fernández  | 1/2 finale Jana Novotná       | L. Davenport MJ Fernández  | 1/4 de finale Jana Novotná    | M. Hingis Helena Suková    | Finale Jana Novotná           | G. Fernández N. Zvereva     |
| 1997  | 1/2 finale G. Fernández     | M. Hingis N. Zvereva       | 1/2 finale M. Hingis          | G. Fernández N. Zvereva    | 1/4 de finale M. Hingis       | Nicole Arendt M. Bollegraf | 1/2 finale M. Hingis          | L. Davenport Jana Novotná   |
| 1998  | 1/4 de finale M. Bollegraf  | M. Hingis Mirjana Lučić    | 1/2 finale Helena Suková      | M. Hingis Jana Novotná     | 1/4 de finale Helena Suková   | Lisa Raymond Rennae Stubbs | 3e tour (1/8) MJ Fernández    | L. Davenport N. Zvereva     |
| 1999  | 1/4 de finale L. Neiland    | S. Williams V. Williams    | 1/4 de finale L. Neiland      | M. Hingis A. Kournikova    | 3e tour (1/8) L. Neiland      | Silvia Farina Linda Wild   | 1/2 finale L. Neiland         | Chanda Rubin S. Testud      |
| 2000  | 1er tour (1/32) Magüi Serna | Els Callens D. Monami      | 1er tour (1/32) L. Courtois   | Magüi Serna Shaughnessy    | 3e tour (1/8) A. Mauresmo     | M. de Swardt Navrátilová   | 3e tour (1/8) Navrátilová     | Anke Huber B. Schett        |
| 2001  | -                           | -                          | 1er tour (1/32) Navrátilová   | K. Hrdličková B. Rittner   | 1/4 de finale Navrátilová     | Kimberly Po N. Tauziat     | 1/4 de finale Navrátilová     | S. Testud Roberta Vinci     |
| 2002  | Finale D. Hantuchová        | M. Hingis A. Kournikova    | 1er tour (1/32) D. Hantuchová | B. Rittner María Vento     | -                             | -                          | 1er tour (1/32) D. Hantuchová | Erika de Lone S. Jeyaseelan |
| 2004  | -                           | -                          | 1er tour (1/32) Anabel Medina | S. Testud Roberta Vinci    | 1er tour (1/32) Anabel Medina | J. Husárová C. Martínez    | -                             | -                           |
| 2005  | -                           | -                          | 1er tour (1/32) Navrátilová   | L. Domínguez N. Llagostera | -                             | -                          | -                             | -                           |

Sous le résultat, la partenaire ; à droite, l’ultime équipe adverse.

### En double mixte
| Année | Open d'Australie             | Open d'Australie            | Internationaux de France    | Internationaux de France   | Wimbledon                    | Wimbledon                   | US Open                       | US Open                     |
| ----- | ---------------------------- | --------------------------- | --------------------------- | -------------------------- | ---------------------------- | --------------------------- | ----------------------------- | --------------------------- |
| 1986  | n/a                          | n/a                         | 2e tour (1/16) M. Orantes   | Robin White Marty Davis    | -                            | -                           | -                             | -                           |
| 1987  | -                            | -                           | 2e tour (1/16) J. Sánchez   | Henricksson M. Schapers    | -                            | -                           | -                             | -                           |
| 1988  | -                            | -                           | 2e tour (1/16) J. Sánchez   | C. Jolissaint Jim Pugh     | 1er tour (1/32) J. Sánchez   | Beth Herr Tim Pawsat        | 1er tour (1/16) Diego Nargiso | Patty Fendick Rick Leach    |
| 1989  | -                            | -                           | Finale H. de la Peña        | M. Bollegraf Tom Nijssen   | -                            | -                           | 2e tour (1/8) J. Sánchez      | M. McGrath Rick Leach       |
| 1990  | -                            | -                           | Victoire Jorge Lozano       | Nicole Provis Danie Visser | 3e tour (1/8) Paul Annacone  | Gretchen Rush Todd Nelson   | 1/4 de finale Jorge Lozano    | M. McGrath M. Woodforde     |
| 1991  | -                            | -                           | 1/2 finale Jorge Lozano     | Helena Suková Cyril Suk    | 2e tour (1/16) Jorge Lozano  | Jo Durie Jeremy Bates       | Finale E. Sánchez             | M. Bollegraf Tom Nijssen    |
| 1992  | Finale T. Woodbridge         | Nicole Provis M. Woodforde  | Victoire T. Woodbridge      | Lori McNeil Bryan Shelton  | -                            | -                           | 2e tour (1/8) T. Woodbridge   | Patty Fendick Steve DeVries |
| 1993  | Victoire T. Woodbridge       | Zina Garrison Rick Leach    | -                           | -                          | 1/2 finale T. Woodbridge     | M. Bollegraf Tom Nijssen    | -                             | -                           |
| 1994  | 1/2 finale E. Sánchez        | Helena Suková T. Woodbridge | 3e tour (1/8) Sergio Casal  | G. Fernández Cyril Suk     | 2e tour (1/16) Chris Bailey  | L. Davenport Grant Connell  | -                             | -                           |
| 1995  | -                            | -                           | 2e tour (1/16) M. Bahrami   | Elna Reinach P. Galbraith  | -                            | -                           | -                             | -                           |
| 1996  | 1er tour (1/16) E. Sánchez   | Helena Suková E. Ferreira   | -                           | -                          | -                            | -                           | -                             | -                           |
| 1997  | -                            | -                           | 1er tour (1/32) M. Bahrami  | Kimberly Po Rikard Bergh   | 1er tour (1/32) E. Sánchez   | Clare Wood Mark Petchey     | -                             | -                           |
| 2000  | Finale T. Woodbridge         | Rennae Stubbs Jared Palmer  | -                           | -                          | -                            | -                           | Victoire Jared Palmer         | A. Kournikova Max Mirnyi    |
| 2001  | -                            | -                           | 2e tour (1/8) Jared Palmer  | Paola Suárez Jaime Oncins  | 1er tour (1/32) Jared Palmer | E. Tatarkova J. de Jager    | 1/4 de finale Jared Palmer    | Ai Sugiyama E. Ferreira     |
| 2002  | 1er tour (1/16) Jared Palmer | H. Nagyová Martin Damm      | 1/2 finale Jared Palmer     | Elena Bovina Mark Knowles  | -                            | -                           | -                             | -                           |
| 2004  | -                            | -                           | 2e tour (1/8) Daniel Nestor | Elena Bovina N. Zimonjić   | 1er tour (1/32) Jared Palmer | D. Hantuchová Kevin Ullyett | -                             | -                           |

Sous le résultat, le partenaire ; à droite, l’ultime équipe adverse.

## Parcours aux Masters

### En simple dames
| #  | Date       | Nom de l'édition                      | ($)       | Surface         | Résultat       | Ultime adversaire   | Score              |          |
| -- | ---------- | ------------------------------------- | --------- | --------------- | -------------- | ------------------- | ------------------ | -------- |
| 1  | 13/11/1989 | Virginia Slims Championships New York | 1 000 000 | Moquette (int.) | 1/2 finale     | Martina Navrátilová | 6-2, 6-2           | Parcours |
| 2  | 12/11/1990 | Virginia Slims Championships New York | 3 000 000 | Moquette (int.) | 1/4 de finale  | Monica Seles        | 5-7, 7-6, 6-4      | Parcours |
| 3  | 18/11/1991 | Virginia Slims Championships New York | 3 000 000 | Moquette (int.) | 1/4 de finale  | Martina Navrátilová | 1-6, 6-4, 6-2      | Parcours |
| 4  | 16/11/1992 | Virginia Slims Championships New York | 3 000 000 | Moquette (int.) | 1/4 de finale  | Martina Navrátilová | 6-1, 2-6, 6-2      | Parcours |
| 5  | 15/11/1993 | Virginia Slims Championships New York | 3 708 500 | Moquette (int.) | Finale         | Steffi Graf         | 6-1, 6-4, 3-6, 6-1 | Parcours |
| 6  | 14/11/1994 | Virginia Slims Championships New York | 3 500 000 | Moquette (int.) | 1er tour (1/8) | Julie Halard        | 6-2, 1-6, 7-6      | Parcours |
| 7  | 13/11/1995 | WTA Tour Championships New York       | 2 000 000 | Moquette (int.) | 1er tour (1/8) | Natasha Zvereva     | 4-6, 6-4, 6-4      | Parcours |
| 8  | 18/11/1996 | Chase Championships New York          | 2 000 000 | Moquette (int.) | 1/4 de finale  | Jana Novotná        | 6-0, 6-3           | Parcours |
| 9  | 17/11/1997 | Chase Championships New York          | 2 000 000 | Moquette (int.) | 1/4 de finale  | Jana Novotná        | 6-4, 3-6, 6-1      | Parcours |
| 10 | 16/11/1998 | Chase Championships New York          | 2 000 000 | Moquette (int.) | 1er tour (1/8) | Irina Spîrlea       | 7-6, 6-1           | Parcours |
| 11 | 15/11/1999 | Chase Championships New York          | 2 000 000 | Moquette (int.) | 1er tour (1/8) | Barbara Schett      | 6-1, 6-4           | Parcours |
| 12 | 13/11/2000 | Chase Championships New York          | 2 000 000 | Moquette (int.) | 1er tour (1/8) | Kim Clijsters       | 7-5, 6-4           | Parcours |
| 13 | 29/10/2001 | Sanex Championships Munich            | 3 000 000 | Dur (int.)      | 1/4 de finale  | Kim Clijsters       | 7-5, 6-1           | Parcours |

### En double dames
| # | Date       | Nom de l'édition                      | ($)       | Surface         | Résultat      | Partenaire     | Ultimes adversaires                  | Score         |          |
| - | ---------- | ------------------------------------- | --------- | --------------- | ------------- | -------------- | ------------------------------------ | ------------- | -------- |
| 1 | 12/11/1990 | Virginia Slims Championships New York | 3 000 000 | Moquette (int.) | Finale        | Mercedes Paz   | Kathy Jordan Elizabeth Smylie        | 7-6, 6-4      | Parcours |
| 2 | 18/11/1991 | Virginia Slims Championships New York | 3 000 000 | Moquette (int.) | 1/2 finale    | Helena Suková  | Martina Navrátilová Pam Shriver      | 6-4, 6-2      | Parcours |
| 3 | 16/11/1992 | Virginia Slims Championships New York | 3 000 000 | Moquette (int.) | Victoire      | Helena Suková  | Larisa Neiland Jana Novotná          | 7-6, 6-1      | Parcours |
| 4 | 15/11/1993 | Virginia Slims Championships New York | 3 708 500 | Moquette (int.) | 1/2 finale    | Helena Suková  | Larisa Neiland Jana Novotná          | 7-6, 3-6, 6-3 | Parcours |
| 5 | 14/11/1994 | Virginia Slims Championships New York | 3 500 000 | Moquette (int.) | Finale        | Jana Novotná   | Gigi Fernández Natasha Zvereva       | 6-3, 6-7, 6-3 | Parcours |
| 6 | 13/11/1995 | WTA Tour Championships New York       | 2 000 000 | Moquette (int.) | Victoire      | Jana Novotná   | Gigi Fernández Natasha Zvereva       | 6-2, 6-1      | Parcours |
| 7 | 18/11/1996 | Chase Championships New York          | 2 000 000 | Moquette (int.) | Finale        | Jana Novotná   | Lindsay Davenport Mary Joe Fernández | 6-3, 6-2      | Parcours |
| 8 | 17/11/1997 | Chase Championships New York          | 2 000 000 | Moquette (int.) | 1/4 de finale | Martina Hingis | Alexandra Fusai Nathalie Tauziat     | 6-3, 6-1      | Parcours |
| 9 | 15/11/1999 | Chase Championships New York          | 2 000 000 | Moquette (int.) | Finale        | Larisa Neiland | Martina Hingis Anna Kournikova       | 6-4, 6-4      | Parcours |

## Parcours aux Jeux olympiques

### En simple dames
| # | Date       | Nom de l'olympiade             | Surface      | Résultat        | Ultime adversaire  | Score         |          |
| - | ---------- | ------------------------------ | ------------ | --------------- | ------------------ | ------------- | -------- |
| 1 | 20/09/1988 | Olympic Tennis Event Séoul     | Dur (ext.)   | 1er tour (1/32) | Sabrina Goleš      | 6-4, 6-2      | Parcours |
| 2 | 28/07/1992 | Olympic Tennis Event Barcelone | Terre (ext.) | Bronze          | Mary Joe Fernández | Partage       | Parcours |
| 3 | 23/07/1996 | Olympic Tennis Event Atlanta   | Dur (ext.)   | Argent          | Lindsay Davenport  | 7-68, 6-2     | Parcours |
| 4 | 19/09/2000 | Olympic Tennis Event Sydney    | Dur (ext.)   | 1/4 de finale   | Venus Williams     | 3-6, 6-2, 6-4 | Parcours |

### En double dames
| # | Date       | Nom de l'olympiade             | Surface      | Résultat        | Partenaire        | Ultimes adversaires                  | Score          |          |
| - | ---------- | ------------------------------ | ------------ | --------------- | ----------------- | ------------------------------------ | -------------- | -------- |
| 1 | 28/07/1992 | Olympic Tennis Event Barcelone | Terre (ext.) | Argent          | Conchita Martínez | Gigi Fernández · Mary Joe Fernández  | 7-5, 2-6, 6-2  | Parcours |
| 2 | 23/07/1996 | Olympic Tennis Event Atlanta   | Dur (ext.)   | Bronze          | Conchita Martínez | Manon Bollegraf Brenda Schultz       | 6-1, 6-3       | Parcours |
| 3 | 19/09/2000 | Olympic Tennis Event Sydney    | Dur (ext.)   | 2e tour (1/8)   | Conchita Martínez | Olga Barabanschikova Natasha Zvereva | 6-4, 7-5       | Parcours |
| 4 | 15/08/2004 | Olympic Tennis Event Athènes   | Dur (ext.)   | 1er tour (1/16) | Anabel Medina     | Paola Suárez Patricia Tarabini       | 6-78, 7-5, 6-2 | Parcours |

## Parcours en Coupe de la Fédération
| #                                                                         | Date       | Lieu           | Surface                           | Gagnante(s)                           | Perdante(s)                         | Score           |          |
|                                                                           |            |                |                                   |                                       |                                     |                 |          |
| 1986 - 1er tour (groupe mondial) - Espagne - Indonésie - 2 : 1            |            |                |                                   |                                       |                                     |                 |          |
| 1                                                                         | 22/07/1986 | Prague         | Terre (ext.)                      | Arantxa Sánchez                       | Suzanna Wibowo                      | 7-62, 6-3       | Parcours |
| 1                                                                         | 22/07/1986 | Prague         | Terre (ext.)                      | Suzanna Wibowo Yayuk Basuki           | Ana Almansa Arantxa Sánchez         | 7-5, 6-4        | Parcours |
|                                                                           |            |                |                                   |                                       |                                     |                 |          |
| 1986 - 2e tour (groupe mondial) - États-Unis - Espagne - 3 : 0            |            |                |                                   |                                       |                                     |                 |          |
| 2                                                                         | 22/07/1986 | Prague         | Terre (ext.)                      | Martina Navrátilová                   | Arantxa Sánchez                     | 6-3, 6-0        | Parcours |
|                                                                           |            |                |                                   |                                       |                                     |                 |          |
| 1987 - 1er tour (groupe mondial) - Jamaïque - Espagne - 0 : 3             |            |                |                                   |                                       |                                     |                 |          |
| 3                                                                         | 28/07/1987 | Vancouver      |                                   | Arantxa Sánchez                       | J. Van Ryck de Groot                | 6-3, 6-1        | Parcours |
| 3                                                                         | 28/07/1987 | Vancouver      | María José Llorca Arantxa Sánchez | Henrietta Harris J. Van Ryck de Groot | 7-6, 6-2                            |                 | Parcours |
|                                                                           |            |                |                                   |                                       |                                     |                 |          |
| 1987 - 2e tour (groupe mondial) - Espagne - Australie - 1 : 2             |            |                |                                   |                                       |                                     |                 |          |
| 4                                                                         | 28/07/1987 | Vancouver      |                                   | Elizabeth Smylie                      | Arantxa Sánchez                     | 6-1, 4-6, 6-1   | Parcours |
| 4                                                                         | 28/07/1987 | Vancouver      | Elizabeth Smylie Wendy Turnbull   | María José Llorca Arantxa Sánchez     | 6-1, 6-2                            |                 | Parcours |
|                                                                           |            |                |                                   |                                       |                                     |                 |          |
| 1988 - 1er tour (groupe mondial) - Pays-Bas - Espagne - 0 : 3             |            |                |                                   |                                       |                                     |                 |          |
| 5                                                                         | 05/12/1988 | Melbourne      |                                   | Arantxa Sánchez                       | Brenda Schultz                      | 6-2, 7-65       | Parcours |
| 5                                                                         | 05/12/1988 | Melbourne      | Conchita Martínez Arantxa Sánchez | Manon Bollegraf Caroline Vis          | 5-7, 6-4, 6-4                       |                 | Parcours |
|                                                                           |            |                |                                   |                                       |                                     |                 |          |
| 1988 - 2e tour (groupe mondial) - Indonésie - Espagne - 0 : 3             |            |                |                                   |                                       |                                     |                 |          |
| 6                                                                         | 05/12/1988 | Melbourne      |                                   | Arantxa Sánchez                       | Yayuk Basuki                        | 6-1, 6-1        | Parcours |
| 6                                                                         | 05/12/1988 | Melbourne      | Conchita Martínez Arantxa Sánchez | Suzanna Wibowo Yayuk Basuki           | 6-0, 5-7, 6-2                       |                 | Parcours |
|                                                                           |            |                |                                   |                                       |                                     |                 |          |
| 1988 - 1/4 de finale (groupe mondial) - URSS - Espagne - 2 : 1            |            |                |                                   |                                       |                                     |                 |          |
| 7                                                                         | 05/12/1988 | Melbourne      |                                   | Arantxa Sánchez                       | Natasha Zvereva                     | 7-63, 6-1       | Parcours |
| 7                                                                         | 05/12/1988 | Melbourne      | Larisa Savchenko Natasha Zvereva  | Conchita Martínez Arantxa Sánchez     | 4-6, 6-4, 6-4                       |                 | Parcours |
|                                                                           |            |                |                                   |                                       |                                     |                 |          |
| 1989 - 1er tour (groupe mondial) - France - Espagne - 0 : 2               |            |                |                                   |                                       |                                     |                 |          |
| 8                                                                         | 03/10/1989 | Tokyo          | Dur (ext.)                        | Arantxa Sánchez                       | Nathalie Tauziat                    | 6-4, 6-2        | Parcours |
|                                                                           |            |                |                                   |                                       |                                     |                 |          |
| 1989 - 2e tour (groupe mondial) - Pays-Bas - Espagne - 0 : 2              |            |                |                                   |                                       |                                     |                 |          |
| 9                                                                         | 03/10/1989 | Tokyo          | Dur (ext.)                        | Arantxa Sánchez                       | Brenda Schultz                      | 2-6, 6-4, 10-8  | Parcours |
|                                                                           |            |                |                                   |                                       |                                     |                 |          |
| 1989 - 1/4 de finale (groupe mondial) - URSS - Espagne - 1 : 2            |            |                |                                   |                                       |                                     |                 |          |
| 10                                                                        | 03/10/1989 | Tokyo          | Dur (ext.)                        | Arantxa Sánchez                       | Natasha Zvereva                     | 7-5, 6-3        | Parcours |
| 10                                                                        | 03/10/1989 | Tokyo          | Dur (ext.)                        | Larisa Savchenko Natasha Zvereva      | Conchita Martínez Arantxa Sánchez   | 6-4, 2-6, 6-1   | Parcours |
|                                                                           |            |                |                                   |                                       |                                     |                 |          |
| 1989 - 1/2 finale (groupe mondial) - Australie - Espagne - 0 : 2          |            |                |                                   |                                       |                                     |                 |          |
| 11                                                                        | 03/10/1989 | Tokyo          | Dur (ext.)                        | Arantxa Sánchez                       | Anne Minter                         | 6-1, 4-6, 6-2   | Parcours |
|                                                                           |            |                |                                   |                                       |                                     |                 |          |
| 1989 - Finale (groupe mondial) - États-Unis - Espagne - 3 : 0             |            |                |                                   |                                       |                                     |                 |          |
| 12                                                                        | 01/10/1989 | Tokyo          | Dur (ext.)                        | Martina Navrátilová                   | Arantxa Sánchez                     | 0-6, 6-3, 6-4   | Parcours |
| 12                                                                        | 01/10/1989 | Tokyo          | Dur (ext.)                        | Zina Garrison Pam Shriver             | Conchita Martínez Arantxa Sánchez   | 7-5, 6-1        | Parcours |
|                                                                           |            |                |                                   |                                       |                                     |                 |          |
| 1990 - 1er tour (groupe mondial) - Canada - Espagne - 1 : 2               |            |                |                                   |                                       |                                     |                 |          |
| 13                                                                        | 23/07/1990 | Atlanta        | Dur (ext.)                        | Arantxa Sánchez                       | Helen Kelesi                        | 6-3, 6-2        | Parcours |
|                                                                           |            |                |                                   |                                       |                                     |                 |          |
| 1990 - 2e tour (groupe mondial) - Israël - Espagne - 0 : 3                |            |                |                                   |                                       |                                     |                 |          |
| 14                                                                        | 23/07/1990 | Atlanta        | Dur (ext.)                        | Arantxa Sánchez                       | Yael Segal                          | 6-0, 6-0        | Parcours |
| 14                                                                        | 23/07/1990 | Atlanta        | Dur (ext.)                        | Conchita Martínez Arantxa Sánchez     | Ilana Berger Limor Zaltz            | 6-3, 6-4        | Parcours |
|                                                                           |            |                |                                   |                                       |                                     |                 |          |
| 1990 - 1/4 de finale (groupe mondial) - France - Espagne - 0 : 3          |            |                |                                   |                                       |                                     |                 |          |
| 15                                                                        | 23/07/1990 | Atlanta        | Dur (ext.)                        | Arantxa Sánchez                       | Nathalie Tauziat                    | 7-69, 6-1       | Parcours |
| 15                                                                        | 23/07/1990 | Atlanta        | Dur (ext.)                        | Conchita Martínez Arantxa Sánchez     | Isabelle Demongeot Mary Pierce      | 6-4, 6-4        | Parcours |
|                                                                           |            |                |                                   |                                       |                                     |                 |          |
| 1990 - 1/2 finale (groupe mondial) - URSS - Espagne - 2 : 1               |            |                |                                   |                                       |                                     |                 |          |
| 16                                                                        | 23/07/1990 | Atlanta        | Dur (ext.)                        | Natasha Zvereva                       | Arantxa Sánchez                     | 6-4, 2-0, ab.   | Parcours |
|                                                                           |            |                |                                   |                                       |                                     |                 |          |
| 1991 - 1er tour (groupe mondial) - Espagne - Belgique - 2 : 0             |            |                |                                   |                                       |                                     |                 |          |
| 17                                                                        | 23/07/1991 | Nottingham     |                                   | Arantxa Sánchez                       | Sabine Appelmans                    | 7-65, 6-3       | Parcours |
|                                                                           |            |                |                                   |                                       |                                     |                 |          |
| 1991 - 2e tour (groupe mondial) - Espagne - Australie - 3 : 0             |            |                |                                   |                                       |                                     |                 |          |
| 18                                                                        | 24/07/1991 | Nottingham     |                                   | Arantxa Sánchez                       | Rachel McQuillan                    | 6-1, 3-6, 6-2   | Parcours |
| 18                                                                        | 24/07/1991 | Nottingham     | Conchita Martínez Arantxa Sánchez | Kristin Godridge Elizabeth Smylie     | 6-3, 6-4                            |                 | Parcours |
|                                                                           |            |                |                                   |                                       |                                     |                 |          |
| 1991 - 1/4 de finale (groupe mondial) - Espagne - Indonésie - 2 : 0       |            |                |                                   |                                       |                                     |                 |          |
| 19                                                                        | 26/07/1991 | Nottingham     |                                   | Arantxa Sánchez                       | Yayuk Basuki                        | 4-6, 7-5, 6-4   | Parcours |
|                                                                           |            |                |                                   |                                       |                                     |                 |          |
| 1991 - 1/2 finale (groupe mondial) - Espagne - Allemagne - 3 : 0          |            |                |                                   |                                       |                                     |                 |          |
| 20                                                                        | 27/07/1991 | Nottingham     |                                   | Arantxa Sánchez                       | Anke Huber                          | 6-1, 2-6, 6-2   | Parcours |
| 20                                                                        | 27/07/1991 | Nottingham     | Conchita Martínez Arantxa Sánchez | Anke Huber Barbara Rittner            | 6-1, 6-1                            |                 | Parcours |
|                                                                           |            |                |                                   |                                       |                                     |                 |          |
| 1991 - Finale (groupe mondial) - Espagne - États-Unis - 2 : 1             |            |                |                                   |                                       |                                     |                 |          |
| 21                                                                        | 18/07/1991 | Nottingham     |                                   | Arantxa Sánchez                       | Mary Joe Fernández                  | 6-3, 6-4        | Parcours |
| 21                                                                        | 18/07/1991 | Nottingham     | Conchita Martínez Arantxa Sánchez | Gigi Fernández Zina Garrison          | 3-6, 6-1, 6-1                       |                 | Parcours |
|                                                                           |            |                |                                   |                                       |                                     |                 |          |
| 1992 - 1er tour (groupe mondial) - Belgique - Espagne - 1 : 2             |            |                |                                   |                                       |                                     |                 |          |
| 22                                                                        | 14/07/1992 | Francfort      | Terre (ext.)                      | Arantxa Sánchez                       | Sabine Appelmans                    | 6-1, 6-2        | Parcours |
| 22                                                                        | 14/07/1992 | Francfort      | Terre (ext.)                      | Dominique Monami Sandra Wasserman     | Noelia Perez-Penate Arantxa Sánchez | 7-5, 6-4        | Parcours |
|                                                                           |            |                |                                   |                                       |                                     |                 |          |
| 1992 - 2e tour (groupe mondial) - Canada - Espagne - 1 : 2                |            |                |                                   |                                       |                                     |                 |          |
| 23                                                                        | 15/07/1992 | Francfort      | Terre (ext.)                      | Arantxa Sánchez                       | Patricia Hy                         | 6-4, 6-2        | Parcours |
| 23                                                                        | 15/07/1992 | Francfort      | Terre (ext.)                      | Conchita Martínez Arantxa Sánchez     | Jill Hetherington Patricia Hy       | 6-4, 6-0        | Parcours |
|                                                                           |            |                |                                   |                                       |                                     |                 |          |
| 1992 - 1/4 de finale (groupe mondial) - Argentine - Espagne - 1 : 2       |            |                |                                   |                                       |                                     |                 |          |
| 24                                                                        | 17/07/1992 | Francfort      | Terre (ext.)                      | Arantxa Sánchez                       | Mercedes Paz                        | 6-2, 6-1        | Parcours |
|                                                                           |            |                |                                   |                                       |                                     |                 |          |
| 1992 - 1/2 finale (groupe mondial) - Australie - Espagne - 0 : 3          |            |                |                                   |                                       |                                     |                 |          |
| 25                                                                        | 18/07/1992 | Francfort      | Terre (ext.)                      | Arantxa Sánchez                       | Nicole Provis                       | 6-2, 6-0        | Parcours |
| 25                                                                        | 18/07/1992 | Francfort      | Terre (ext.)                      | Virginia Ruano Arantxa Sánchez        | Jenny Byrne Rennae Stubbs           | 6-3, 6-3        | Parcours |
|                                                                           |            |                |                                   |                                       |                                     |                 |          |
| 1992 - Finale (groupe mondial) - Allemagne - Espagne - 2 : 1              |            |                |                                   |                                       |                                     |                 |          |
| 26                                                                        | 13/07/1992 | Francfort      | Terre (ext.)                      | Steffi Graf                           | Arantxa Sánchez                     | 6-4, 6-2        | Parcours |
| 26                                                                        | 13/07/1992 | Francfort      | Terre (ext.)                      | Conchita Martínez Arantxa Sánchez     | Anke Huber Barbara Rittner          | 6-1, 6-2        | Parcours |
|                                                                           |            |                |                                   |                                       |                                     |                 |          |
| 1993 - 1er tour (groupe mondial) - Espagne - Grande-Bretagne - 3 : 0      |            |                |                                   |                                       |                                     |                 |          |
| 27                                                                        | 20/07/1993 | Francfort      | Terre (ext.)                      | Arantxa Sánchez                       | Clare Wood                          | 6-3, 6-0        | Parcours |
| 27                                                                        | 20/07/1993 | Francfort      | Terre (ext.)                      | Conchita Martínez Arantxa Sánchez     | Jo Durie Clare Wood                 | 6-1, 4-6, 6-1   | Parcours |
|                                                                           |            |                |                                   |                                       |                                     |                 |          |
| 1993 - 2e tour (groupe mondial) - Espagne - Indonésie - 3 : 0             |            |                |                                   |                                       |                                     |                 |          |
| 28                                                                        | 21/07/1993 | Francfort      | Terre (ext.)                      | Arantxa Sánchez                       | Yayuk Basuki                        | 6-1, 6-2        | Parcours |
|                                                                           |            |                |                                   |                                       |                                     |                 |          |
| 1993 - 1/4 de finale (groupe mondial) - Espagne - Pays-Bas - 3 : 0        |            |                |                                   |                                       |                                     |                 |          |
| 29                                                                        | 23/07/1993 | Francfort      | Terre (ext.)                      | Arantxa Sánchez                       | Miriam Oremans                      | 7-64, 6-0       | Parcours |
|                                                                           |            |                |                                   |                                       |                                     |                 |          |
| 1993 - 1/2 finale (groupe mondial) - Espagne - France - 2 : 1             |            |                |                                   |                                       |                                     |                 |          |
| 30                                                                        | 24/07/1993 | Francfort      | Terre (ext.)                      | Arantxa Sánchez                       | Nathalie Tauziat                    | 6-1, 6-4        | Parcours |
|                                                                           |            |                |                                   |                                       |                                     |                 |          |
| 1993 - Finale (groupe mondial) - Espagne - Australie - 3 : 0              |            |                |                                   |                                       |                                     |                 |          |
| 31                                                                        | 19/07/1993 | Francfort      | Terre (ext.)                      | Arantxa Sánchez                       | Nicole Provis                       | 6-2, 6-3        | Parcours |
| 31                                                                        | 19/07/1993 | Francfort      | Terre (ext.)                      | Conchita Martínez Arantxa Sánchez     | Elizabeth Smylie Rennae Stubbs      | 3-6, 6-1, 6-3   | Parcours |
|                                                                           |            |                |                                   |                                       |                                     |                 |          |
| 1994 - 1er tour (groupe mondial) - Espagne - Chili - 3 : 0                |            |                |                                   |                                       |                                     |                 |          |
| 32                                                                        | 19/07/1994 | Francfort      | Terre (ext.)                      | Arantxa Sánchez                       | Paula Cabezas                       | 6-1, 6-0        | Parcours |
| 32                                                                        | 19/07/1994 | Francfort      | Terre (ext.)                      | Conchita Martínez Arantxa Sánchez     | Paula Cabezas Barbara Castro        | 6-0, 6-1        | Parcours |
|                                                                           |            |                |                                   |                                       |                                     |                 |          |
| 1994 - 2e tour (groupe mondial) - Espagne - Argentine - 3 : 0             |            |                |                                   |                                       |                                     |                 |          |
| 33                                                                        | 21/07/1994 | Francfort      | Terre (ext.)                      | Arantxa Sánchez                       | Florencia Labat                     | 6-1, 6-4        | Parcours |
|                                                                           |            |                |                                   |                                       |                                     |                 |          |
| 1994 - 1/4 de finale (groupe mondial) - Espagne - Japon - 3 : 0           |            |                |                                   |                                       |                                     |                 |          |
| 34                                                                        | 22/07/1994 | Francfort      | Terre (ext.)                      | Arantxa Sánchez                       | Kimiko Date                         | 6-3, 2-6, 8-6   | Parcours |
|                                                                           |            |                |                                   |                                       |                                     |                 |          |
| 1994 - 1/2 finale (groupe mondial) - Allemagne - Espagne - 1 : 2          |            |                |                                   |                                       |                                     |                 |          |
| 35                                                                        | 23/07/1994 | Francfort      | Terre (ext.)                      | Arantxa Sánchez                       | Anke Huber                          | 4-6, 6-0, 7-5   | Parcours |
| 35                                                                        | 23/07/1994 | Francfort      | Terre (ext.)                      | Conchita Martínez Arantxa Sánchez     | Barbara Rittner Christina Singer    | 7-5, 6-1        | Parcours |
|                                                                           |            |                |                                   |                                       |                                     |                 |          |
| 1994 - Finale (groupe mondial) - Espagne - États-Unis - 3 : 0             |            |                |                                   |                                       |                                     |                 |          |
| 36                                                                        | 18/07/1994 | Francfort      | Terre (ext.)                      | Arantxa Sánchez                       | Lindsay Davenport                   | 6-2, 6-1        | Parcours |
| 36                                                                        | 18/07/1994 | Francfort      | Terre (ext.)                      | Conchita Martínez Arantxa Sánchez     | Gigi Fernández Mary Joe Fernández   | 6-3, 6-4        | Parcours |
|                                                                           |            |                |                                   |                                       |                                     |                 |          |
| 1995 - 1/4 de finale (groupe mondial) - Bulgarie - Espagne - 2 : 3        |            |                |                                   |                                       |                                     |                 |          |
| 37                                                                        | 22/04/1995 | Sofia          | Moquette (int.)                   | Arantxa Sánchez                       | Katerina Maleeva                    | 6-3, 6-3        | Parcours |
| 37                                                                        | 22/04/1995 | Sofia          | Moquette (int.)                   | Magdalena Maleeva                     | Arantxa Sánchez                     | 6-3, 6-3        | Parcours |
|                                                                           |            |                |                                   |                                       |                                     |                 |          |
| 1995 - 1/2 finale (groupe mondial) - Espagne - Allemagne - 3 : 2          |            |                |                                   |                                       |                                     |                 |          |
| 38                                                                        | 22/07/1995 | Santander      | Terre (ext.)                      | Sabine Hack                           | Arantxa Sánchez                     | 6-4, 6-2        | Parcours |
| 38                                                                        | 22/07/1995 | Santander      | Terre (ext.)                      | Arantxa Sánchez                       | Anke Huber                          | 6-3, 1-6, 6-2   | Parcours |
|                                                                           |            |                |                                   |                                       |                                     |                 |          |
| 1995 - Finale (groupe mondial) - Espagne - États-Unis - 3 : 2             |            |                |                                   |                                       |                                     |                 |          |
| 39                                                                        | 25/11/1995 | Valence        | Terre (ext.)                      | Arantxa Sánchez                       | Mary Joe Fernández                  | 6-3, 6-2        | Parcours |
| 39                                                                        | 25/11/1995 | Valence        | Terre (ext.)                      | Chanda Rubin                          | Arantxa Sánchez                     | 1-6, 6-4, 6-4   | Parcours |
|                                                                           |            |                |                                   |                                       |                                     |                 |          |
| 1996 - 1/4 de finale (groupe mondial) - Espagne - Afrique du Sud - 3 : 2  |            |                |                                   |                                       |                                     |                 |          |
| 40                                                                        | 27/04/1996 | Murcie         | Terre (ext.)                      | Arantxa Sánchez                       | Joannette Kruger                    | 6-3, 6-1        | Parcours |
| 40                                                                        | 27/04/1996 | Murcie         | Terre (ext.)                      | Amanda Coetzer                        | Arantxa Sánchez                     | 6-4, 6-1        | Parcours |
|                                                                           |            |                |                                   |                                       |                                     |                 |          |
| 1996 - 1/2 finale (groupe mondial) - France - Espagne - 2 : 3             |            |                |                                   |                                       |                                     |                 |          |
| 41                                                                        | 13/07/1996 | Bayonne        | Moquette (int.)                   | Mary Pierce                           | Arantxa Sánchez                     | 6-3, 6-4        | Parcours |
| 41                                                                        | 13/07/1996 | Bayonne        | Moquette (int.)                   | Julie Halard                          | Arantxa Sánchez                     | 2-6, 6-4, 7-5   | Parcours |
| 41                                                                        | 13/07/1996 | Bayonne        | Moquette (int.)                   | Conchita Martínez Arantxa Sánchez     | Julie Halard Nathalie Tauziat       | 6-4, 2-1, ab.   | Parcours |
|                                                                           |            |                |                                   |                                       |                                     |                 |          |
| 1996 - Finale (groupe mondial) - États-Unis - Espagne - 5 : 0             |            |                |                                   |                                       |                                     |                 |          |
| 42                                                                        | 28/09/1996 | Atlantic City  | Moquette (int.)                   | Lindsay Davenport                     | Arantxa Sánchez                     | 7-5, 6-1        | Parcours |
| 42                                                                        | 28/09/1996 | Atlantic City  | Moquette (int.)                   | Monica Seles                          | Arantxa Sánchez                     | 3-6, 6-3, 6-1   | Parcours |
|                                                                           |            |                |                                   |                                       |                                     |                 |          |
| 1997 - 1/4 de finale (groupe mondial) - Belgique - Espagne - 5 : 0        |            |                |                                   |                                       |                                     |                 |          |
| 43                                                                        | 01/03/1997 | Sprimont       | Dur (int.)                        | Els Callens                           | Arantxa Sánchez                     | 6-3, 7-64       | Parcours |
| 43                                                                        | 01/03/1997 | Sprimont       | Dur (int.)                        | Sabine Appelmans                      | Arantxa Sánchez                     | 6-3, 2-6, 8-6   | Parcours |
|                                                                           |            |                |                                   |                                       |                                     |                 |          |
| 1997 - Barrage (groupe mondial I) - Australie - Espagne - 2 : 3           |            |                |                                   |                                       |                                     |                 |          |
| 44                                                                        | 12/07/1997 | Hope Island    | Dur (ext.)                        | Arantxa Sánchez                       | Rachel McQuillan                    | 6-2, 6-1        | Parcours |
| 44                                                                        | 12/07/1997 | Hope Island    | Dur (ext.)                        | Arantxa Sánchez                       | Annabel Ellwood                     | 6-2, 6-0        | Parcours |
|                                                                           |            |                |                                   |                                       |                                     |                 |          |
| 1998 - 1/2 finale (groupe mondial) - Espagne - États-Unis - 3 : 2         |            |                |                                   |                                       |                                     |                 |          |
| 45                                                                        | 25/07/1998 | Madrid         | Terre (ext.)                      | Arantxa Sánchez                       | Lisa Raymond                        | 6-74, 6-3, 6-0  | Parcours |
| 45                                                                        | 25/07/1998 | Madrid         | Terre (ext.)                      | Monica Seles                          | Arantxa Sánchez                     | 6-4, 6-0        | Parcours |
| 45                                                                        | 25/07/1998 | Madrid         | Terre (ext.)                      | Conchita Martínez Arantxa Sánchez     | Mary Joe Fernández Lisa Raymond     | 6-4, 6-75, 11-9 | Parcours |
|                                                                           |            |                |                                   |                                       |                                     |                 |          |
| 1998 - Finale (groupe mondial) - Suisse - Espagne - 2 : 3                 |            |                |                                   |                                       |                                     |                 |          |
| 46                                                                        | 19/09/1998 | Genève         | Dur (int.)                        | Arantxa Sánchez                       | Patty Schnyder                      | 6-2, 3-6, 6-2   | Parcours |
| 46                                                                        | 19/09/1998 | Genève         | Dur (int.)                        | Martina Hingis                        | Arantxa Sánchez                     | 7-65, 6-3       | Parcours |
| 46                                                                        | 19/09/1998 | Genève         | Dur (int.)                        | Conchita Martínez Arantxa Sánchez     | Martina Hingis Patty Schnyder       | 6-0, 6-2        | Parcours |
|                                                                           |            |                |                                   |                                       |                                     |                 |          |
| 2000 - Round robin (groupe mondial) - Italie - Espagne - 0 : 3            |            |                |                                   |                                       |                                     |                 |          |
| 47                                                                        | 27/04/2000 | Bari           | Terre (ext.)                      | Arantxa Sánchez                       | Giulia Casoni                       | 6-1, 6-1        | Parcours |
|                                                                           |            |                |                                   |                                       |                                     |                 |          |
| 2000 - Round robin (groupe mondial) - Croatie - Espagne - 1 : 2           |            |                |                                   |                                       |                                     |                 |          |
| 48                                                                        | 28/04/2000 | Bari           | Terre (ext.)                      | Arantxa Sánchez                       | Iva Majoli                          | 6-4, 6-2        | Parcours |
|                                                                           |            |                |                                   |                                       |                                     |                 |          |
| 2000 - Round robin (groupe mondial) - Espagne - Allemagne - 2 : 1         |            |                |                                   |                                       |                                     |                 |          |
| 49                                                                        | 29/04/2000 | Bari           | Terre (ext.)                      | Arantxa Sánchez                       | Andrea Glass                        | 6-3, 6-3        | Parcours |
| 49                                                                        | 29/04/2000 | Bari           | Terre (ext.)                      | Conchita Martínez Arantxa Sánchez     | Anke Huber Barbara Rittner          | 6-2, 6-3        | Parcours |
|                                                                           |            |                |                                   |                                       |                                     |                 |          |
| 2000 - 1/2 finale (groupe mondial) - République tchèque - Espagne - 1 : 2 |            |                |                                   |                                       |                                     |                 |          |
| 50                                                                        | 21/11/2000 | Las Vegas      | Moquette (int.)                   | Arantxa Sánchez                       | Dája Bedáňová                       | 5-7, 6-4, 6-3   | Parcours |
|                                                                           |            |                |                                   |                                       |                                     |                 |          |
| 2000 - Finale (groupe mondial) - États-Unis - Espagne - 5 : 0             |            |                |                                   |                                       |                                     |                 |          |
| 51                                                                        | 24/11/2000 | Las Vegas      | Moquette (int.)                   | Lindsay Davenport                     | Arantxa Sánchez                     | 6-2, 1-6, 6-3   | Parcours |
| 51                                                                        | 24/11/2000 | Las Vegas      | Moquette (int.)                   | Jennifer Capriati                     | Arantxa Sánchez                     | 6-1, 1-0, ab.   | Parcours |
|                                                                           |            |                |                                   |                                       |                                     |                 |          |
| 2001 - Round robin (groupe mondial) - Espagne - Australie - 3 : 0         |            |                |                                   |                                       |                                     |                 |          |
| 52                                                                        | 07/11/2001 | Madrid         | Terre (int.)                      | Arantxa Sánchez                       | Nicole Pratt                        | 3-6, 6-1, 6-1   | Parcours |
|                                                                           |            |                |                                   |                                       |                                     |                 |          |
| 2001 - Round robin (groupe mondial) - Espagne - Allemagne - 2 : 1         |            |                |                                   |                                       |                                     |                 |          |
| 53                                                                        | 09/11/2001 | Madrid         | Terre (int.)                      | Arantxa Sánchez                       | Barbara Rittner                     | 7-5, 6-3        | Parcours |
| 53                                                                        | 09/11/2001 | Madrid         | Terre (int.)                      | Virginia Ruano Arantxa Sánchez        | Bianka Lamade Martina Müller        | 6-3, 2-6, 6-0   | Parcours |
|                                                                           |            |                |                                   |                                       |                                     |                 |          |
| 2001 - Round robin (groupe mondial) - Espagne - Belgique - 0 : 3          |            |                |                                   |                                       |                                     |                 |          |
| 54                                                                        | 10/11/2001 | Madrid         | Terre (int.)                      | Kim Clijsters                         | Arantxa Sánchez                     | 6-1, 6-2        | Parcours |
|                                                                           |            |                |                                   |                                       |                                     |                 |          |
| 2002 - 1er tour (groupe mondial) - Espagne - Hongrie - 4 : 1              |            |                |                                   |                                       |                                     |                 |          |
| 55                                                                        | 27/04/2002 | Almería        | Terre (ext.)                      | Arantxa Sánchez                       | Rita Kuti-Kis                       | 6-4, 6-2        | Parcours |
| 55                                                                        | 27/04/2002 | Almería        | Terre (ext.)                      | Arantxa Sánchez                       | Zsofia Gubacsi                      | 6-0, 6-2        | Parcours |
| 55                                                                        | 27/04/2002 | Almería        | Terre (ext.)                      | Virginia Ruano Arantxa Sánchez        | Zsofia Gubacsi Anikó Kapros         | 7-5, 6-2        | Parcours |
|                                                                           |            |                |                                   |                                       |                                     |                 |          |
| 2002 - 1/4 de finale (groupe mondial) - Espagne - Allemagne - 5 : 0       |            |                |                                   |                                       |                                     |                 |          |
| 56                                                                        | 20/07/2002 | Majorque       | Terre (ext.)                      | Arantxa Sánchez                       | Barbara Rittner                     | 4-6, 7-64, 6-3  | Parcours |
| 56                                                                        | 20/07/2002 | Majorque       | Terre (ext.)                      | Arantxa Sánchez                       | Martina Müller                      | 3-6, 6-2, 6-3   | Parcours |
|                                                                           |            |                |                                   |                                       |                                     |                 |          |
| 2002 - 1/2 finale (groupe mondial) - Espagne - Autriche - 3 : 2           |            |                |                                   |                                       |                                     |                 |          |
| 57                                                                        | 30/10/2002 | Grande Canarie | Dur (int.)                        | Arantxa Sánchez                       | Barbara Schett                      | 6-3, 7-65       | Parcours |
| 57                                                                        | 30/10/2002 | Grande Canarie | Dur (int.)                        | Patricia Wartusch                     | Arantxa Sánchez                     | 4-6, 6-4, 9-7   | Parcours |
|                                                                           |            |                |                                   |                                       |                                     |                 |          |
| 2002 - Finale (groupe mondial) - Espagne - Slovaquie - 1 : 3              |            |                |                                   |                                       |                                     |                 |          |
| 58                                                                        | 02/11/2002 | Grande Canarie | Dur (int.)                        | Janette Husárová                      | Arantxa Sánchez                     | 6-0, 6-2        | Parcours |

## Classements WTA en fin de saison

### En simple
| Année | 1986 | 1987 | 1988 | 1989 | 1990 | 1991 | 1992 | 1993 | 1994 | 1995 | 1996 | 1997 | 1998 | 1999 | 2000 | 2001 | 2002 |
| Rang  | 81   | 54   | 18   | 5    | 7    | 5    | 4    | 2    | 2    | 3    | 3    | 9    | 4    | 17   | 9    | 17   | 53   |

Source : (en) « Classements de Arantxa Sánchez Vicario », sur le site officiel du WTA Tour

### En double
| Année | 1986 | 1987 | 1988 | 1989 | 1990 | 1991 | 1992 | 1993 | 1994 | 1995 | 1996 | 1997 | 1998 | 1999 | 2000 | 2001 | 2002 | 2003 | 2004 |
| Rang  | 91   | 83   | 89   | 48   | 8    | 7    | 3    | 6    | 3    | 1    | 1    | 5    | 12   | 9    | 16   | 11   | 7    | -    | 112  |

Source : (en) « Classements de Arantxa Sánchez Vicario », sur le site officiel du WTA Tour

### Périodes au rang de numéro un mondiale
| # | Précédée par | Dates                   | Suivie par  | Nombre de semaines | Cumul |
| - | ------------ | ----------------------- | ----------- | ------------------ | ----- |
| 1 | Steffi Graf  | 06/02/1995 - 19/02/1995 | Steffi Graf | 2                  | 2     |
| 2 | Steffi Graf  | 27/02/1995 - 09/04/1995 | Steffi Graf | 6                  | 8     |
| 3 | Steffi Graf  | 15/05/1995 - 11/06/1995 | Steffi Graf | 4                  | 12    |